# Certosa di Pavia
Die Certosa di Pavia ist eine ursprünglich für den Kartäuserorden erbaute Klosteranlage in der Gemeinde Certosa di Pavia in der italienischen Provinz Pavia, Region Lombardei. Sie befindet sich etwa neun Kilometer nördlich der Stadt Pavia.
Die Anlage gehört zu den bedeutendsten Baudenkmälern Oberitaliens und ist seit 1866 ein Nationaldenkmal Italiens. Derzeit wird sie von Zisterziensermönchen bewohnt.

## Geografischen Lage

Der Visconteo-Parks, die Certosa grenzte an die Nordmauer des Parks

Die Certosa di Pavia befindet sich beim Naviglio Pavese, acht Kilometer nördlich von Pavia und etwa 24 Kilometer südlich von Mailand. Das Kloster wurde am Rande der alten römischen Straße gebaut, die Pavia mit Mailand verband (Via Mediolanum-Ticinum), ein sehr fruchtbares Gebiet, durchzogen von zahlreichen Kanälen und Flüssen, reich an Siedlungen, Mühlen, befestigten Bauernhöfen und Burgen im Mittelalter. Nach der Eroberung von Pavia (1359), dem Bau der Castello Visconteo, wohin Galeazzo II. Visconti 1365 seinen Hof verlegte, und der Schaffung des großen Visconteo-Parks im Norden der Stadt (der sich über 22 km² erstreckte) wurde das Gebiet grundlegend umgestaltet.
Mehrere Burgen (wie das Schloss von Mirabello) wurden von den Visconti enteignet, einige von ihnen wurden abgerissen, die alte römische Straße wurde umgeleitet und das Gebiet innerhalb des Parks wurde ausschließlich den Visconti und ihrem Hof vorbehalten. Ursprünglich fiel die Lage des Klosters mit dem nördlichen Rand des Visconteo-Parks des Schlosses von Pavia zusammen, von dem heute nur noch die Spuren im Park Vernavola in der Nähe des kleinen Flusses Vernavola und im Park La Carola und im Park Porta Chiossa zu finden sind, nördlich von Pavia, die jedoch nicht mehr mit der Castello Visconteo und der Certosa verbunden sind.

## Geschichte
Die Certosa (deutsch Kartause) verdankt ihre Gründung dem Wunsch des Gian Galeazzo Visconti, Herzog von Mailand, im Park seines Schlosses ein Kloster zu errichten, das zugleich Grabstätte seiner Dynastie sein sollte. Der Park erstreckte sich einstmals vom Palast des Herzogs, dem Castello Visconteo im Stadtgebiet Pavias, über zehn Kilometer bis zur Kartause. Mit dem Bau wurde 1396 begonnen.
Die Certosa ist auch das Ergebnis der politischen Bestrebungen von Gian Galeazzo. In einem Putsch im Jahre 1385 hatte Gian Galeazzo seinen Onkel Bernabò Visconti abgesetzt und wurde so Herr der ehemaligen Visconti-Domänen einschließlich Mailand. Wie sein Vater Galeazzo II. residierte und unterhielt Gian Galeazzo jedoch in Pavia, der ehemaligen Hauptstadt des Langobardenreich und des Reichsitalien. Gian Galeazzo strebte nach der Wiederherstellung eines neuen Königreichs in Oberitalien, passend zu diesen historischen Beispielen.

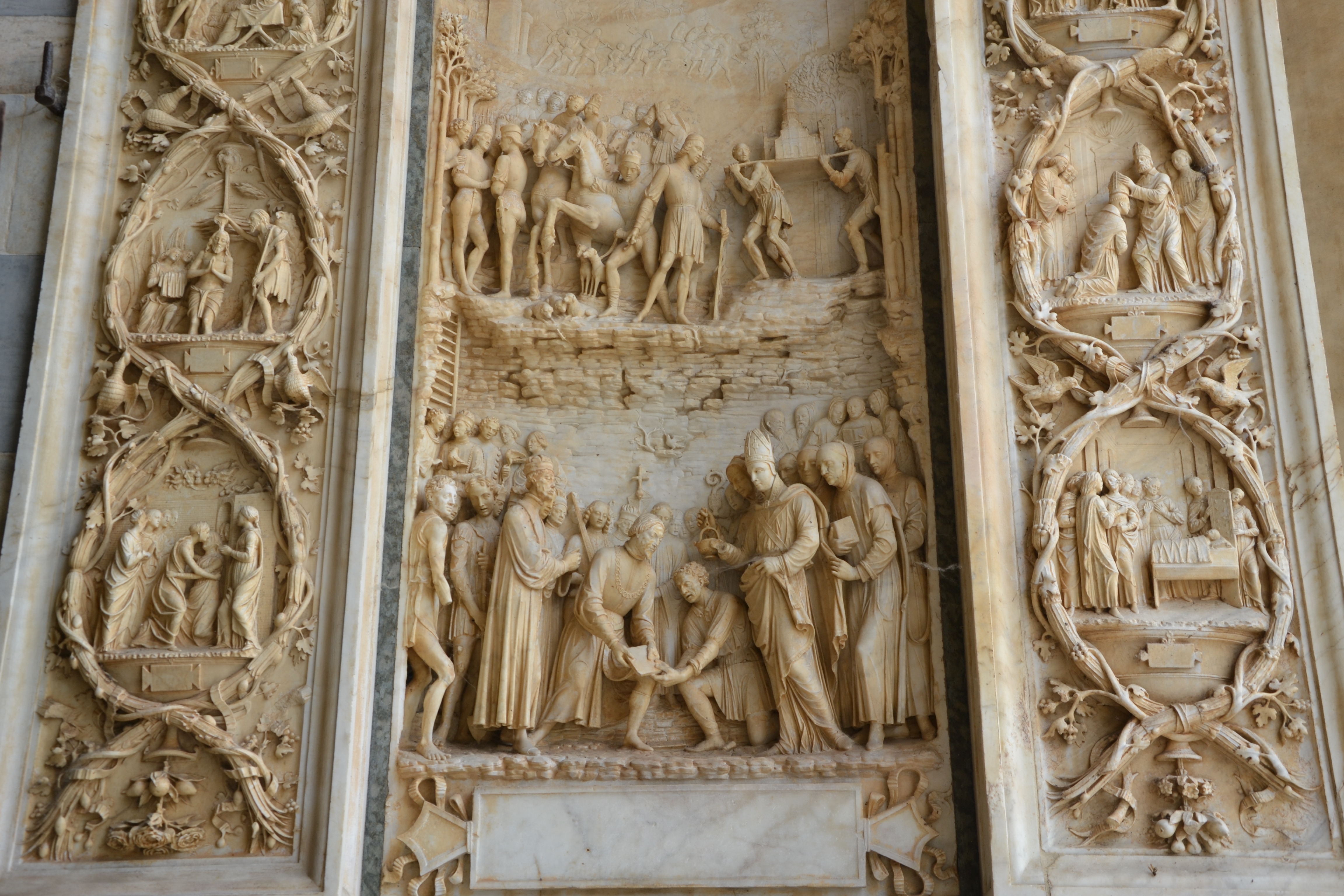
Benedetto Briosco, Gian Galeazzo Visconti legt den Grundstein der Certosa, Relief des Kirchenportals.
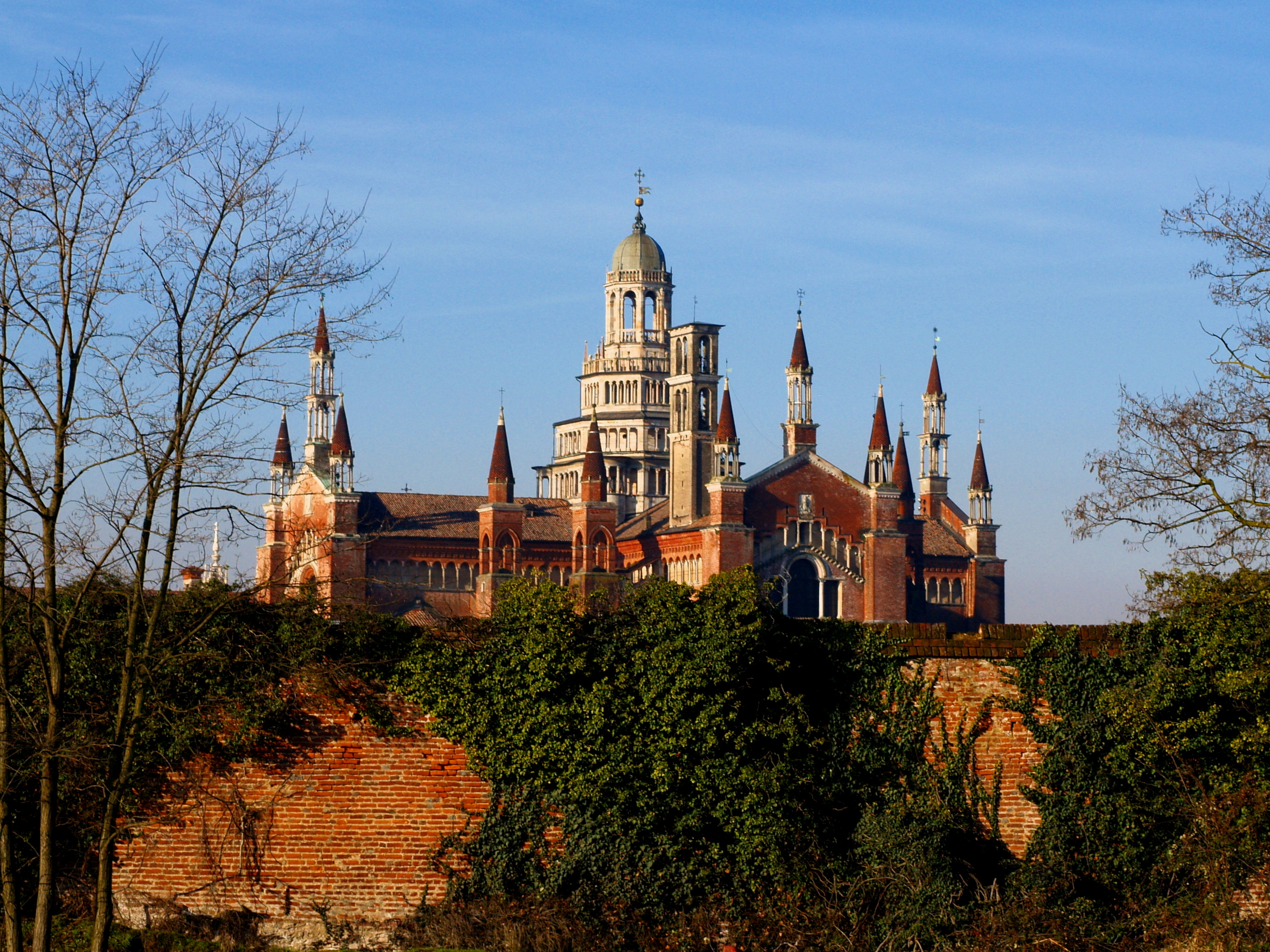
Die Certosa Blick von den Mauern, die sie von der umliegenden Landschaft trennen.
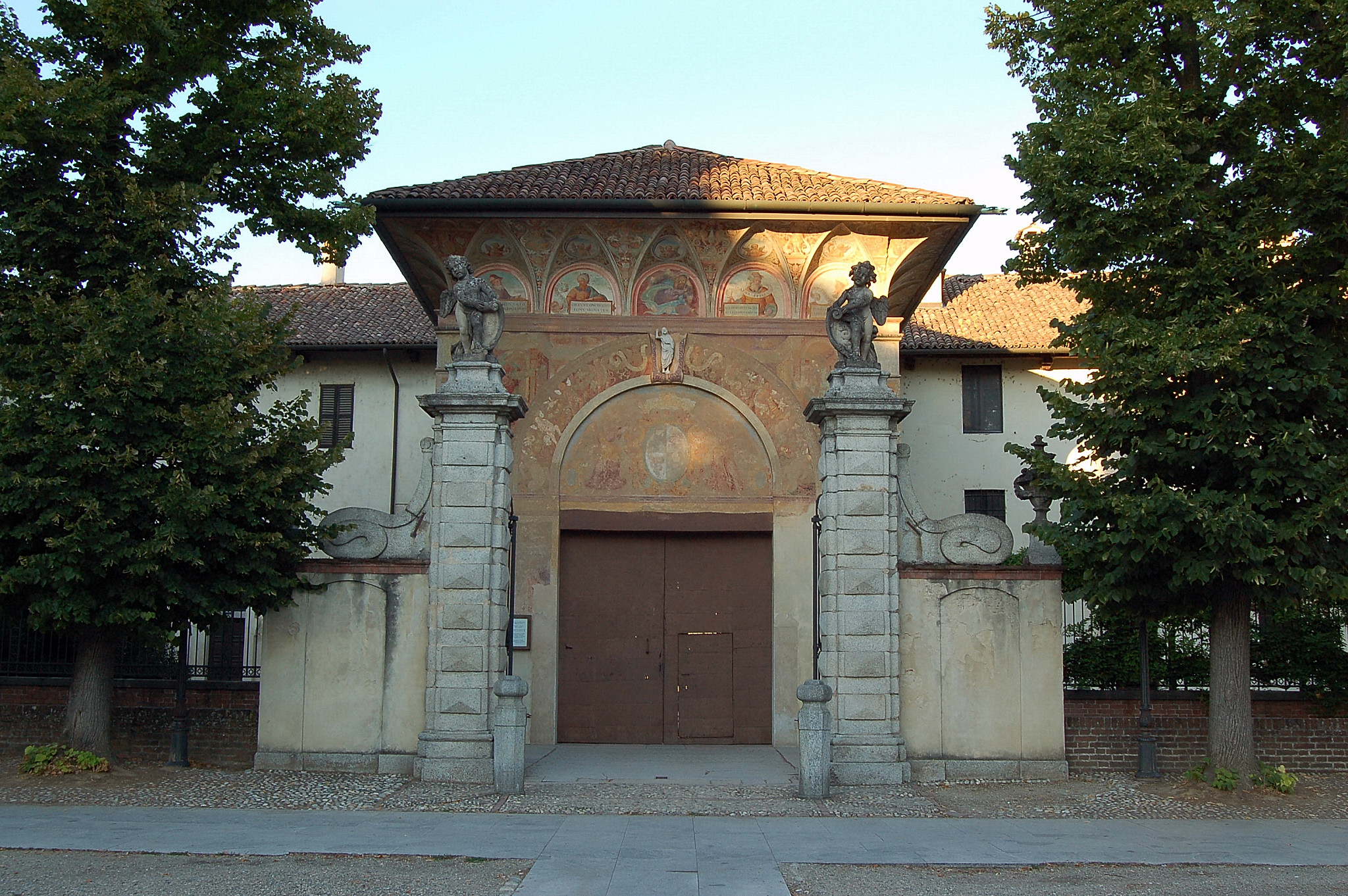
Das Vestibül des Klosters.
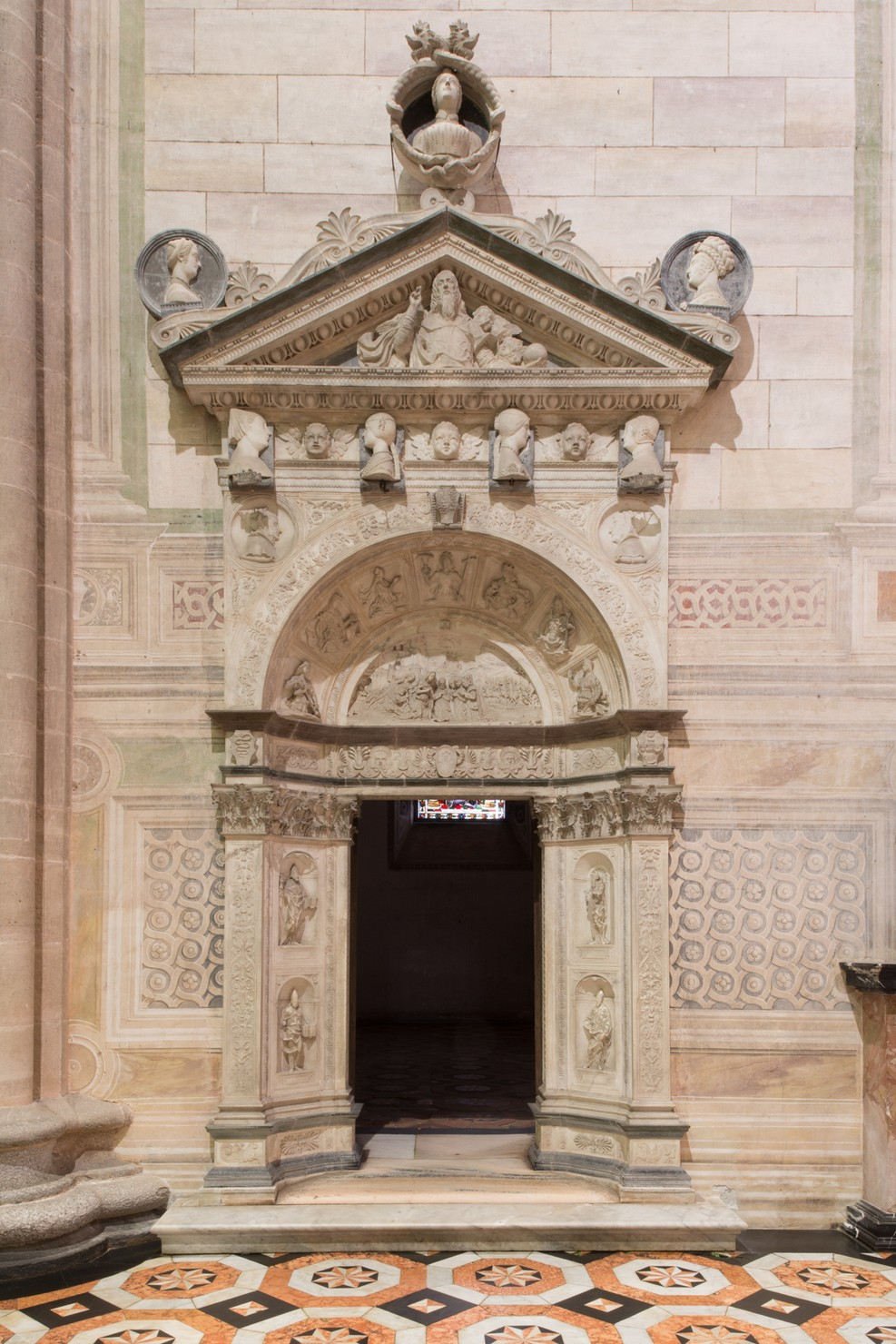
Portal der Sakristei mit Porträts der Herzoginnen von Mailand, 1480-1490.

1386 beschlossen die Mailänder einen Neubau: den Mailänder Dom. Die Beziehungen zwischen Gian Galeazzo und den Köpfen der Fabbrica del Duomo (dem von den Mailänder Bürgern ausgewählten Zusammenschluss von Maurern und Baumeistern) waren jedoch oft angespannt: Der Herr wollte den Mailänder Dom in ein dynastisches Mausoleum der Dynastie verwandeln und das Grabmal seines Vaters Galeazzo II. wurde in den zentralen Teil der Kathedrale eingefügt. Sowohl die Fabbrica als auch die Mailänder, die ihre Autonomie mit Eifer verteidigten, begegneten diesen Plänen mit heftigem Widerstand. Schließlich entschied sich Gian Galeazzo, eine neue Kirche zu bauen: die Certosa di Pavia, die als Mausoleum für die Visconti-Dynastie dienen sollte. Skrupellos beauftragte er viele Mitarbeiter der Fabbrica del Duomo, wie Giacomo da Campione oder Giovannino de’ Grassi, für diese neuen Projekte. Für den Herzog wurde der Mailänder Dom die Kirche zum Begräbnis von Adeligen, Patriziern, Handwerkern und Kaufleuten von Mailand, während die Certosa dem Herzogtum dienen würde.
Die Kartäuser widmen sich besonders dem Gebet für das eigene und fremde Seelenheil. Daran hatten diktatorisch regierende Herrscher wie die Visconti offenbar Interesse. Es gibt mehrere Beispiele aus der Geschichte, dass tyrannische und gefürchtete Herrscher aus Angst vor der ewigen Verdammnis und zur Verbesserung ihres öffentlichen Leumunds die Errichtung von religiösen Stätten unterstützten, um ihr politisches Handeln gleichsam zu entschuldigen.
Die Kirche, das letzte Gebäude des Komplexes, sollte das Mausoleum der Familie Visconti sein. Es wurde als große Struktur mit einem Kirchenschiff und zwei Apsiden entworfen, ein ungewöhnliches Modell für den Kartäuserorden. Das gotische Kirchenschiff wurde 1465 fertiggestellt.
Nach dem Tod von Gian Galeazzo Visconti 1402 ruhte die Arbeit. 1412 gab der zweite Sohn von Gian Galeazzo und Nachfolger des Herzogtums, Filippo Maria Visconti, dem Bau einen neuen Impuls und vertraute die Arbeiten Giovanni Solari an, der von 1428 bis 1462 daran arbeitete, auch nach dem Tod von Filippo Maria (1447) und der Eroberung des Herzogtums durch Francesco I. Sforza (1450). Die Arbeiten gingen dann an den Sohn des Architekten, Guiniforte Solari, über, der dort bis 1481 arbeitete. Später setzte Giovanni Antonio Amadeo sie zwischen 1481 und 1499 unter Herzog Ludovico Sforzafort.
Mit dem Architekten Guiniforte Solari ging die damals noch nicht fertiggestellte Kartause ab 1462 von der Gotik zur Renaissance über, die sich damals in der Lombardei ausbreitete. Auch die Kreuzgänge wurden neu gestaltet. Der große Kreuzgang wurde 1472 endgültig eingerichtet.
Aufgrund des Fehlens von Marmor- und Steinbrüchen in der Nähe der Certosa um die Mitte des 15. Jahrhunderts stellte sich das Problem der Beschaffung von Steinen und Marmor, die für die Fortsetzung der Baustelle benötigt wurden. Die Kartäuser, die dank der vielen landwirtschaftlichen Betriebe, die von Gian Galeazzo Visconti und seinen Nachfolgern an die Certosa gespendet worden waren, und dank der finanziellen und politischen Unterstützung der Sforza über große Einnahmen verfügten, kauften Steine und Marmor von der Baustelle des Mailänder Doms. Bereits 1463 lieferte die Mailänder Werft den Marmor für die Kapitelle der Kreuzgänge und 1473 wurde ein Vertrag zwischen dem Dom und den Mönchen der Kartause geschlossen, in dem sich der Dom verpflichtete, der Certosa kontinuierlich Marmor und Baustein zu liefern. Die Kontrolle über den Marmor lag bei Guiniforte Solari, der damals für beide Baustellen verantwortlich war. Die Materialien, die, ähnlich wie die für den Mailänder Dom, von den Zöllen des Herzogs befreit waren, gelangten über den Naviglio in die Kartause und wurden in Binasco an Land gebracht, von wo aus sie mit dem Wagen zur Werft fuhren. Nach der Wiederherstellung der Segelstrecke zwischen Binasco und Pavia (1473) war es jedoch möglich, die Marmore und Steine direkt auf der Höhe der Certosa zu entladen. Ebenfalls 1473 begannen die Arbeiten an der Verkleidung und Dekoration der Fassade der Kirche, für die die Kartäuser beschlossen – ein einzigartiger Fall im lombardischen Bereich – Carrara-Marmor zu verwenden, der damals als wertvoller angesehen wurde als der von Candoglia und dessen Kosten höher waren als die anderen in den lombardischen Alpen erhältlichen Materialien.
Schon seit 1476 knüpften die Kartäuser Beziehungen zu einigen Familien von Händlern und Steinbrucharbeitern aus Carrara, wie den Maffioli, Mietern der Steinbrüche der Markgrafen Malaspina. Der kostbare Marmor kam, nachdem er in Carrara an Bord genommen worden war, mit dem Schiff an die Mündung des Po, von wo aus er auf Booten nach Pavia zurückkehrte.
Die Vollendung des Klosters zog sich lange hin. Die Renaissancefassade der Kirche Madonna delle Grazie wurde erst 1549 abgeschlossen, 150 Jahre nach Beginn der Bauarbeiten. Der Entwurf der eindrucksvollen Fassade wird Giovanni Antonio Amadeo zugeschrieben. Ihr plastischer Schmuck mit zahlreichen Marmorfiguren stammt vermutlich von Cristoforo Mantegazza, dessen Bruder Antonio und Giovanni Antonio Amadeo selbst. Der Kulturhistoriker Jacob Burckhardt urteilte in seinem Cicerone über sie: „Neben derjenigen des Domes von Orvieto ist sie das erste dekorative Prachtstück Italiens und der Welt … Allein die unermeßliche Pracht und zum Teil der feine dekorative Geschmack, welche das Erdgeschoß beherrschen, haben ein in seiner Art unvergleichliches Ganzes hervorgebracht.“

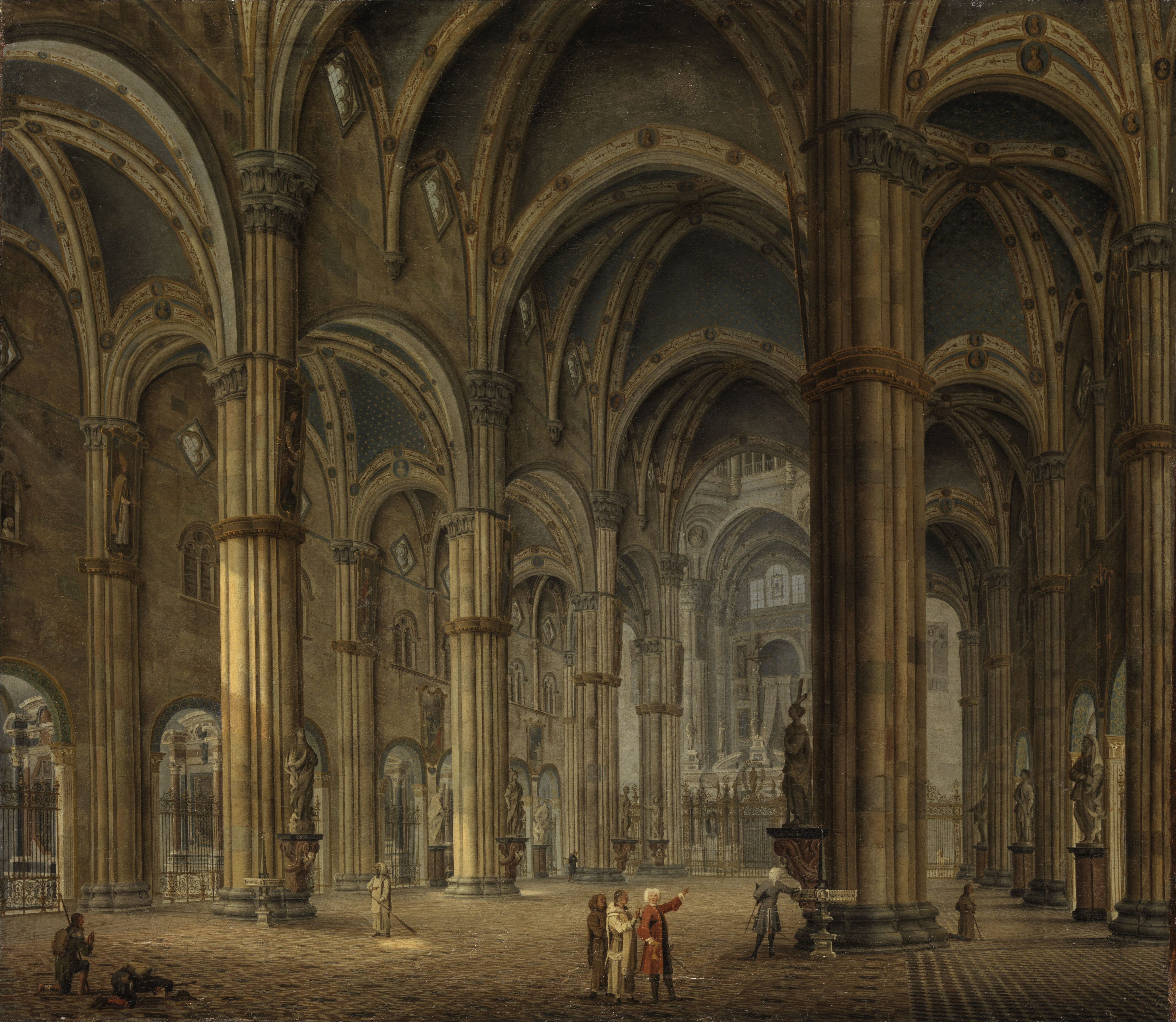
Maximilien De Haese (1713–1781), das Innere der Kirche um 1750.

Im Oktober 1524 blieb der französische König Franz I. in der Kartause, bevor die Belagerung begann, die mit der Schlacht bei Pavia im Jahr 1525 enden sollte. 1560 genehmigte der Generalprior der Kartäuser, Tal Piero Sarde, die Installation der geeigneten Ausrüstung für den Druck von Messbücher und Choralbüchern und am 28. August lud er alle Kartäuser Italiens ein, ausschließlich die Produkte der neuen Druckerei zu beziehen (das erste Buch Breviarium Carthusiensis wurde 1561 gedruckt).
Im 18. Jahrhundert besaß das Kloster Bauernhöfe und große Grundstücke (teilweise von Gian Galeazzo Visconti und seinen Nachfolgern gespendet), die in der fruchtbaren Landschaft zwischen Pavia und Mailand verstreut waren, wie Badile, Battuda, Bernate, Binasco, Boffalora (hier verfügten die Mönche über mehrere Gebäude entlang des großen Naviglio, darunter Lagerhäuser, Wirtshäuser und Häuser), Borgarello, Carpiano (den Mönchen gehörten auch das Schloss von Carpiano und die Kirche von San Martino), Carpignano, Mailand, Giovenzano, Graffignana, Landriano, Magenta, Marcignago, Opera, Pairana, Pasturago, Quintosole, San Colombano (wo sie auch das Schloss San Colombano kontrollierten) Torre del Mangano, Trezzano, Velezzo, Vidigulfo, Vigano Certosino (wo das Kloster auch einen Herberge hatte), Vigentino, Villamaggiore, Villanterio, Villareggio und Zeccone, die zusammen 2.325 Hektar Ackerland umfassten.
Darüber hinaus besaß die Certosa auch einen großen Palast mit Garten und Oratorium in Mailand in der Pfarrei San Michele alla Chiusa, einen Palast und die Kirche Santa Maria d'Ognissanti in Pavia und ab der zweiten Hälfte des 17. Jahrhunderts, eines großen landwirtschaftlichen Betriebs, der auf die Weinproduktion spezialisiert ist, mit einem Palast (genannt Certosa Cantù) in Casteggio im Oltrepò Pavese. Dank ihres großen Erbes an Bauernhöfen, Grundstücken, Palästen und Häusern war die Certosa zwischen dem 6. und 18. Jahrhundert die reichste kirchliche Einrichtung des Herzogtums Mailand.
Das Kartäuserkloster wurde während der österreichischen Herrschaft über die Lombardei durch die Reformen Josefs II. 1782 aufgelöst und später abwechselnd als Zisterzienser-, Karmeliten- und wiederum Kartäuserkloster genutzt. 1796 stahlen die Franzosen als Vergeltung für den Aufstand von Pavia gegen das Heer Napoleons sowohl die Bleidecke des Kirchendaches als auch die liturgischen Geräte in Silber und Gold und den für die Fronleichnamsprozession verwendeten großen Baldachin, der mit Goldschuppen und Edelsteinen bedeckt war. Erst seit 1968 leben in der Anlage wieder Zisterzienser.

## Gestalt
Der Zugang zum Kloster erfolgt durch ein Vestibül aus der Renaissance, das 1508 von Bernardino de Rossi innen und außen mit Fresken bemalt wurde. In der verblassten Eingangslünette halten zwei Engel das Wappen des Auftraggebers Gian Galeazzo. Im Inneren befindet sich ein Marmorbogen mit Porträts von Gian Galeazzo und Filippo Maria Visconti. An den Seiten die Heiligen Christophorus und Sebastian von Bernardino Luini gemalt. In der Dekoration des Vorraums erscheint mehrmals das Monogramm GRA-CAR (Gratiarum Chartusia).

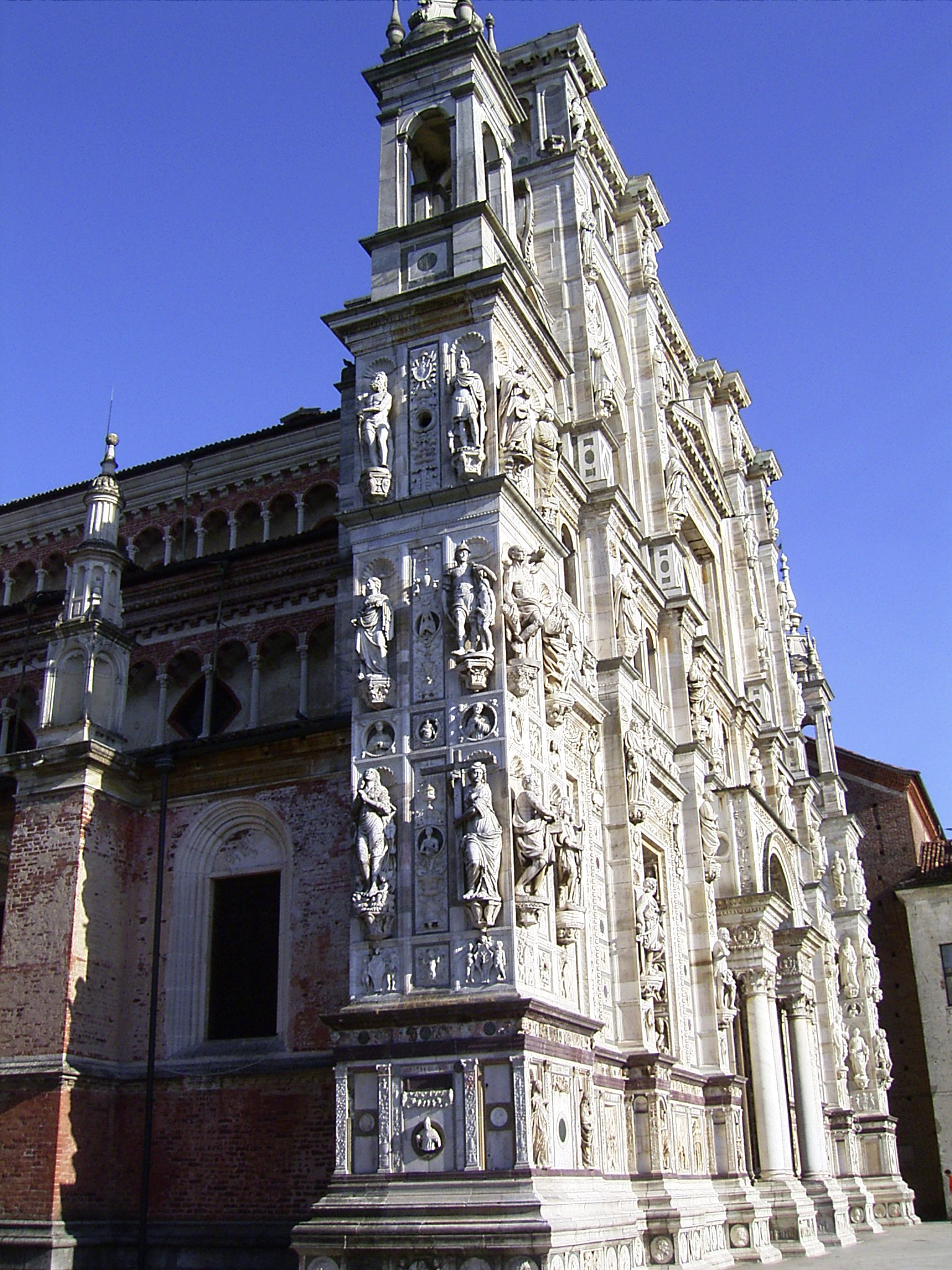
Seitliche Ansicht der Fassade.
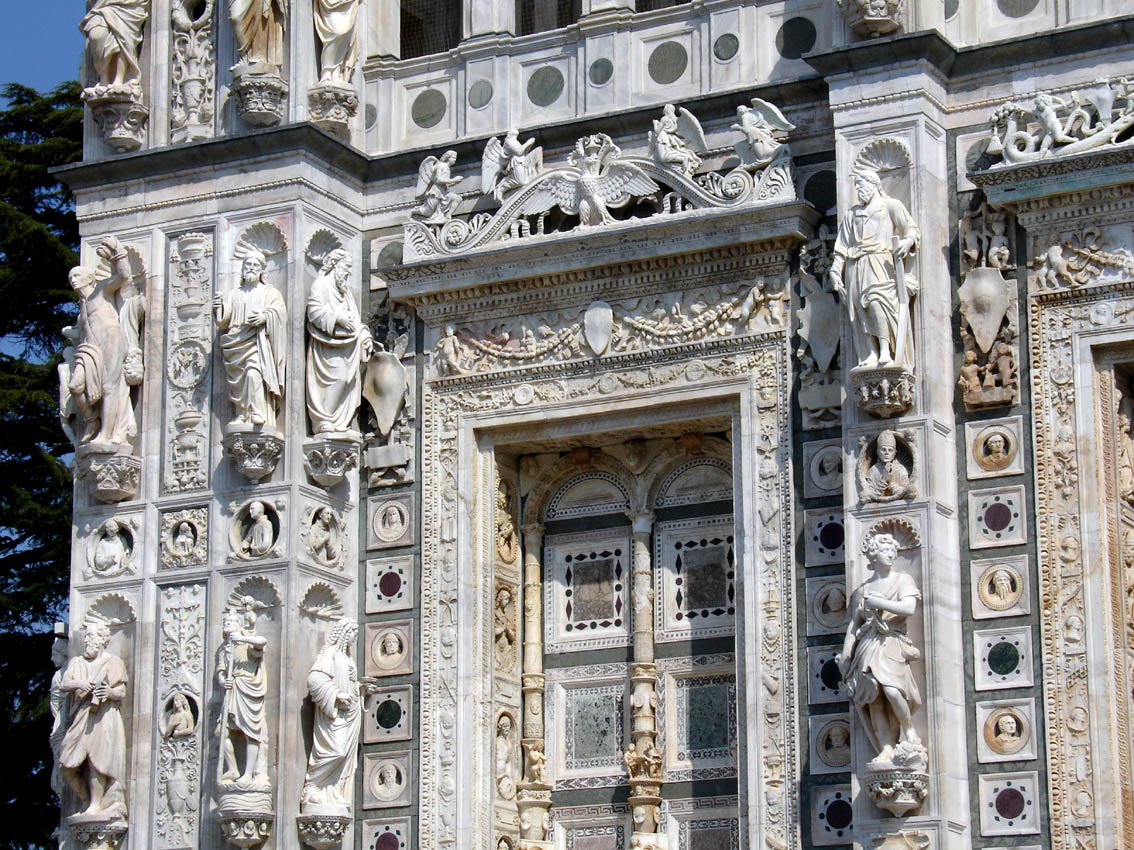
Detail der Fassade.
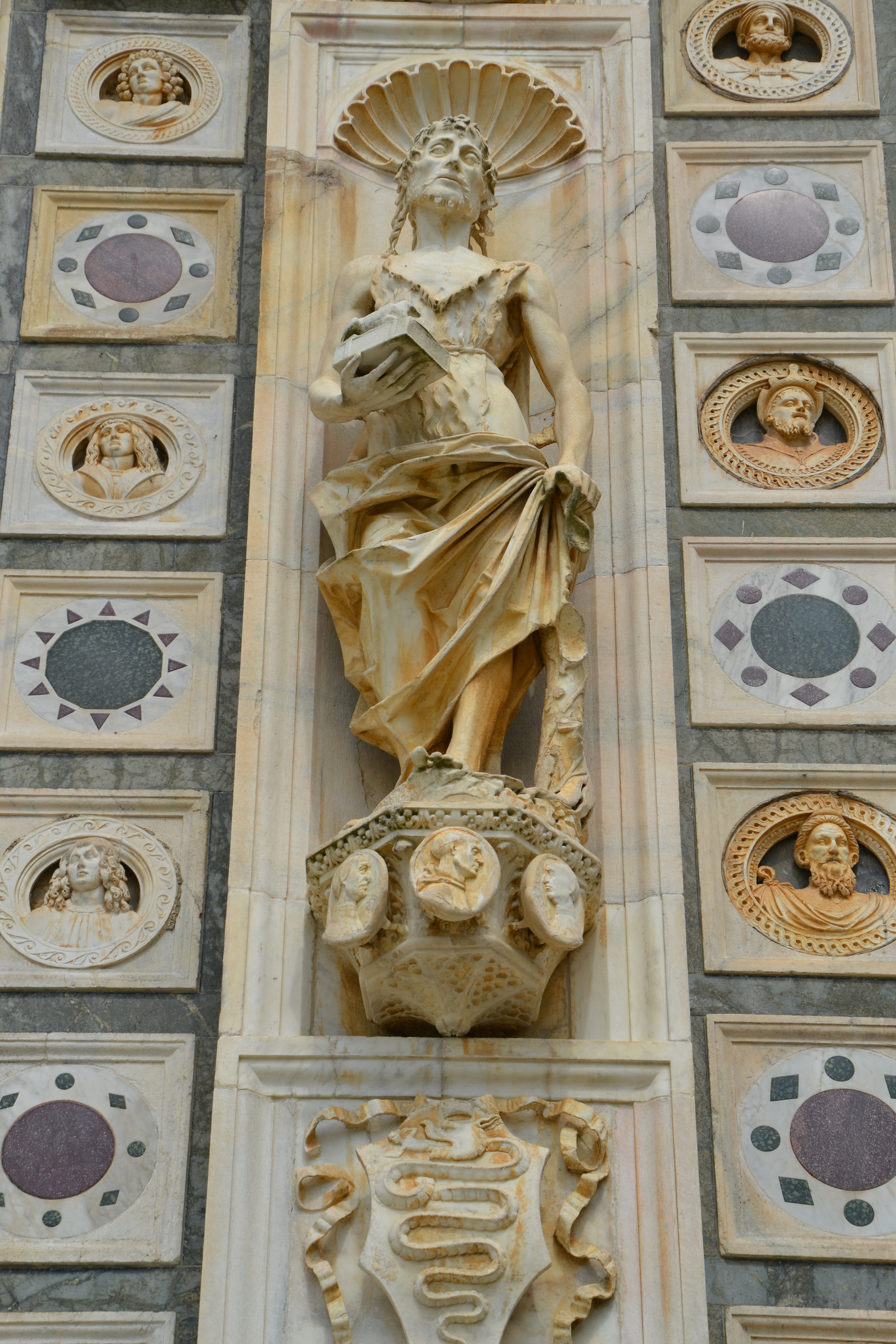
Antonio und Cristoforo Mantegazza, Johannes der Täufer.
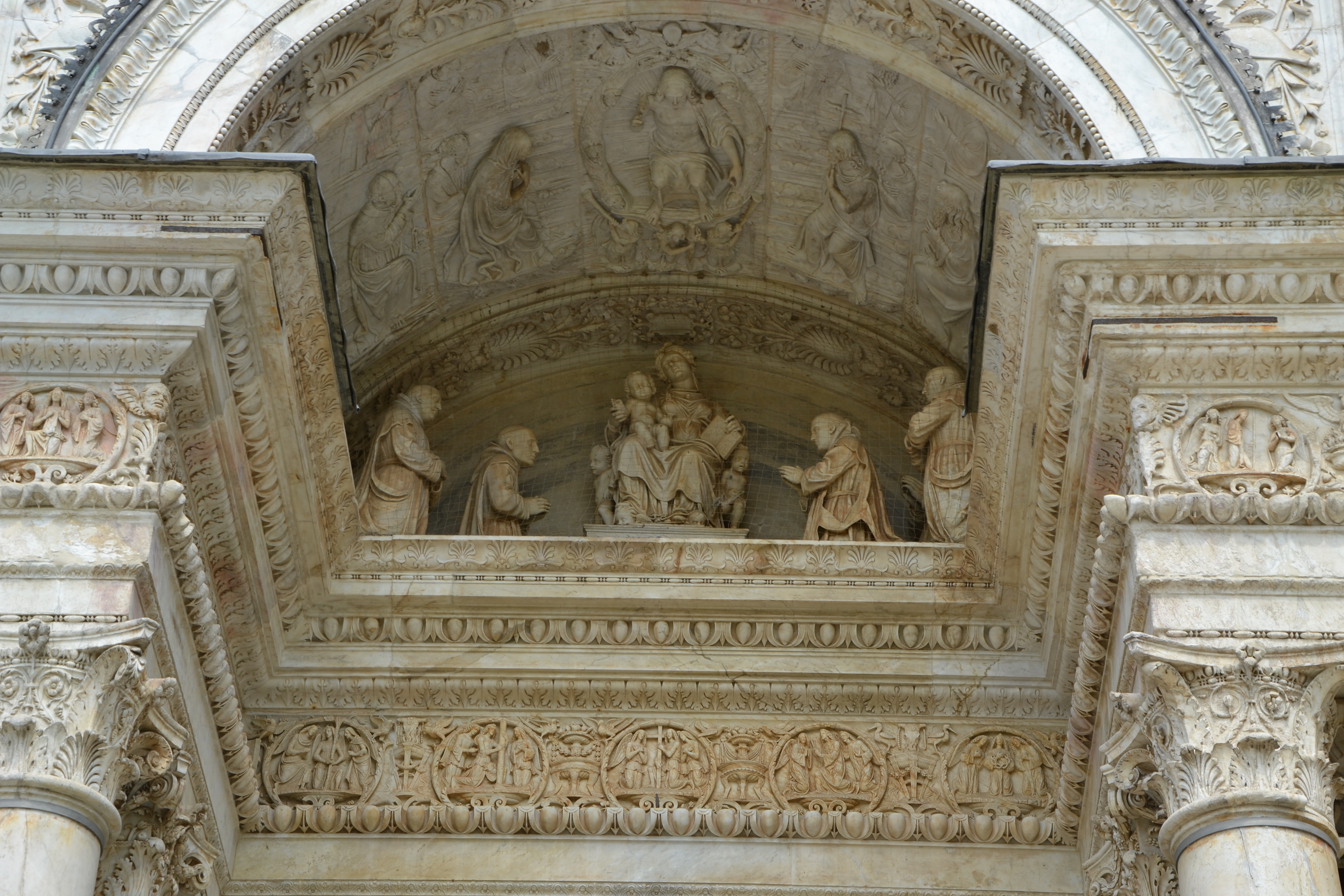
Benedetto Briosco, der Bogen des Portals (1501).

### Kirche
Die Kirche ist auf dem Grundriss eines Lateinischen Kreuzes gebaut, mit einem Mittelschiff, zwei Seitenschiffen und Querschiff, typisch für die gotische Architektur. Der Chor endet mit einer Apsis. Sie ist von Kreuzgewölben auf gotischen Bögen bedeckt und in reduziertem Maßstab vom Mailänder Dom inspiriert. Die Gewölbe sind alternativ mit geometrischen Formen und Sternenhimmel verziert. Das Querschiff und die Hauptkapelle enden mit quadratischen Kapellen mit kleineren, halbrunden Apsiden an drei Seiten.
Drei Architekten arbeiteten am ersten Projekt von Bernardo da Venezia mit: Marco da Carona, Giacomo da Campione und Giovannino de’ Grassi.
Die Fassade der Kirche ist berühmt für ihre üppigen Dekorationen, die typisch für die lombardische Architektur sind. Jeder Teil ist mit Reliefs, eingelegtem Marmor und Statuen verziert. Bildhauer, die daran arbeiteten, waren Giovanni Antonio Piatti, Cristoforo Mantegazza und Giovanni Antonio Amadeo selbst und Benedetto Briosco. Neben der angewandten Bildhauerei hat die Fassade selbst eine reiche skulpturale Qualität aufgrund des Kontrasts zwischen reich strukturierten Oberflächen, vorspringenden Strebepfeilern, horizontalen Gängen und gewölbten Öffnungen, von denen einige schattig sind, während die in den kleinen Glockentürmen zum Himmel offen sind.
Im Sockel der Fassade, die die Absicht der Designer ist, die Antike darzustellen, sind Medaillons, die berühmte Persönlichkeiten der Antike darstellen, und mythologische Darstellungen. In ihrer Realisierung zeigt sich die Inspiration zu den Medaillen der römischen Zeit, mit der Darstellung des Profils der römischen Kaiser und allegorischen Darstellungen. Der Verweis auf Motive der antiken Kunst setzt sich in den historischen Lisenen fort, die über dem Sockel Reliefs mit evangelischen und biblischen Episoden und Nischen mit Statuen von Propheten umrahmen.
Die Fassade, die durch die Überlagerung einfacher Rechtecke entsteht, ist mit Dekorationen beladen, ein typisches Verfahren der lombardischen Renaissance-Architektur und besteht aus Carrara-Marmor und in geringerem Maße Candoglia-Marmor, Stein von Varenna, Saltrio-Stein und ägyptischem rotem Porphyr (wahrscheinlich abgeleitet von Architekturfunden aus der Römerzeit).

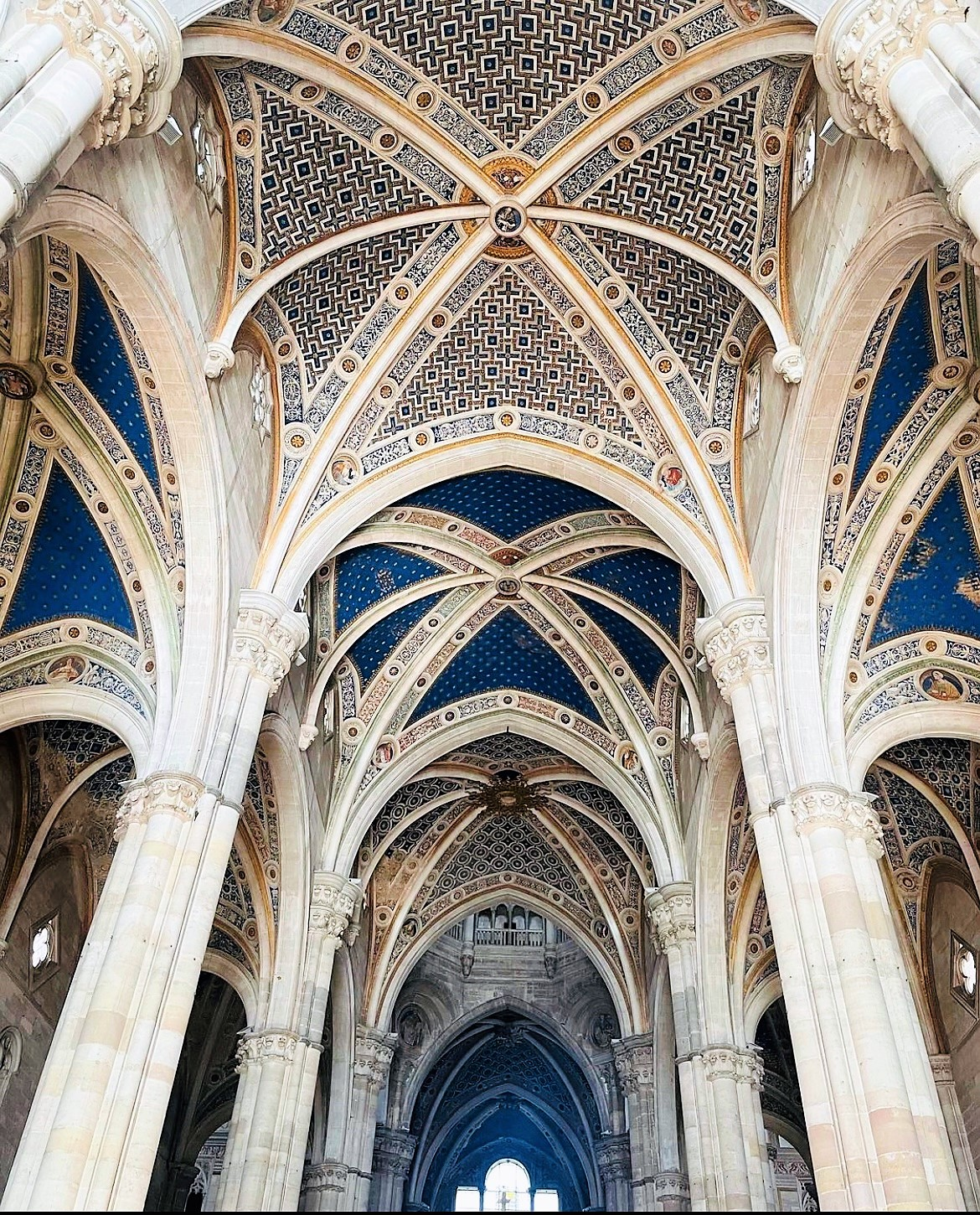
Das Mittelschiff der Kirche.
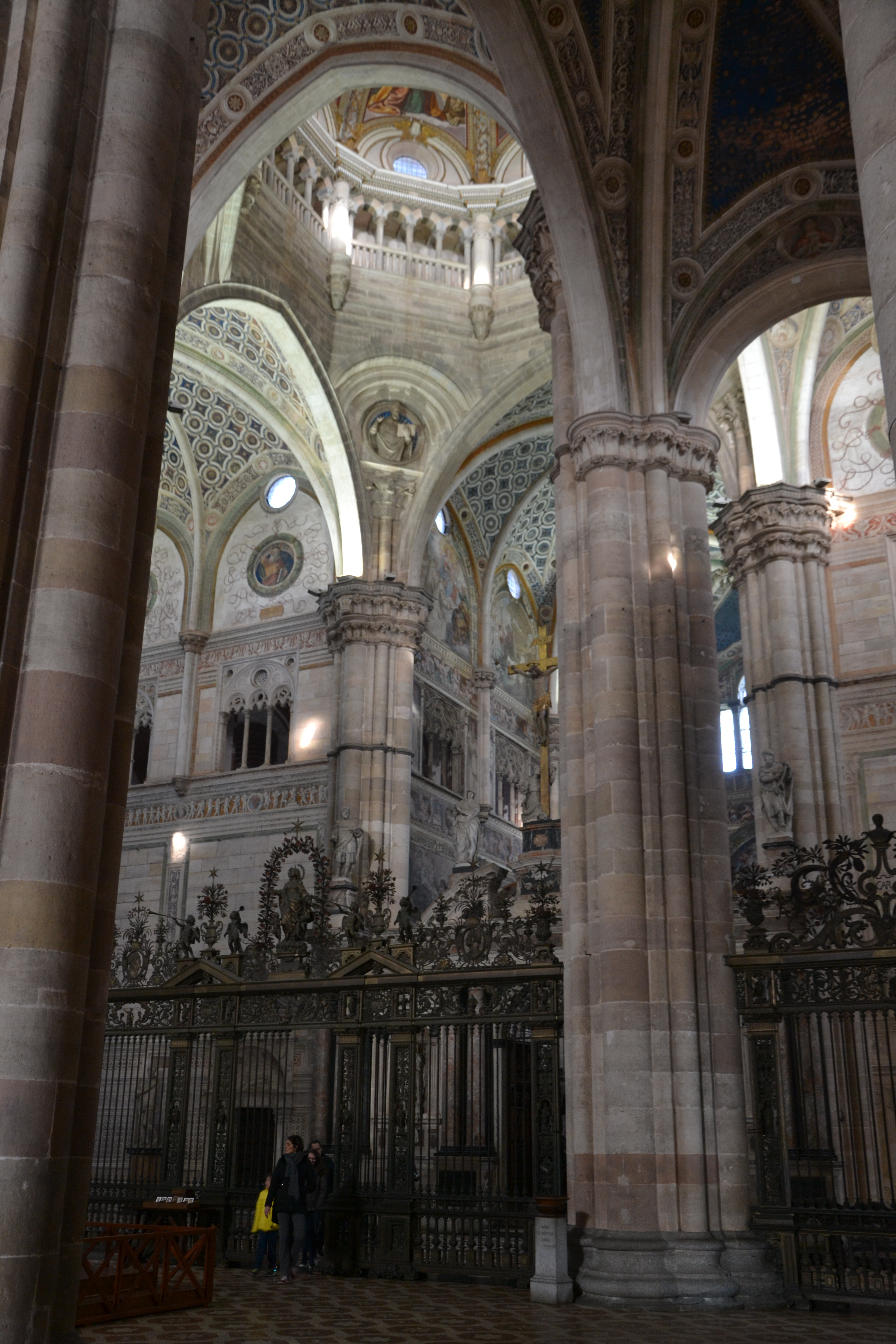
Das Querschiff der Kirche.
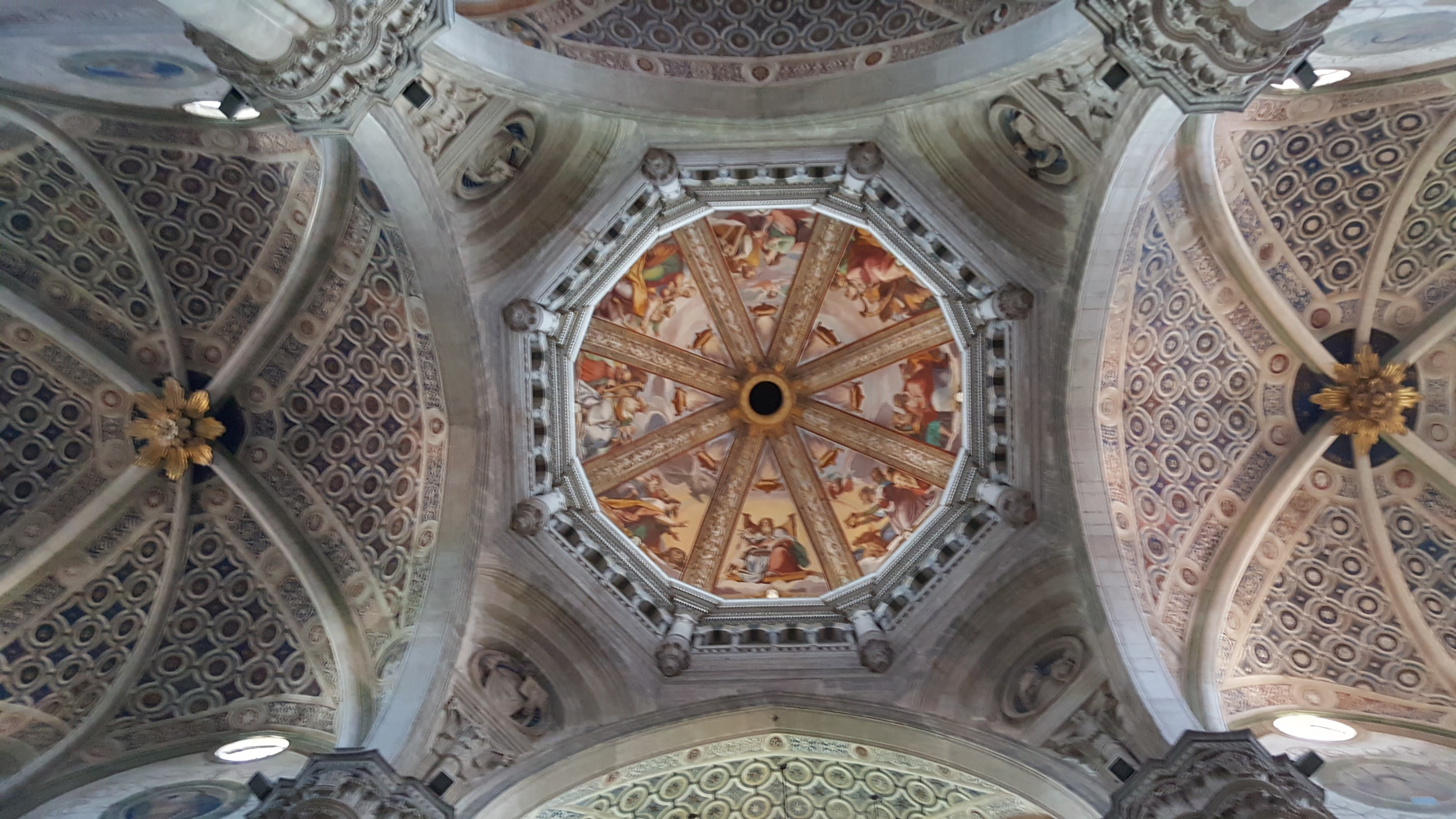
Die Kuppel mit den Fresken von Pietro Sorri und Alessandro Casolani (1599).
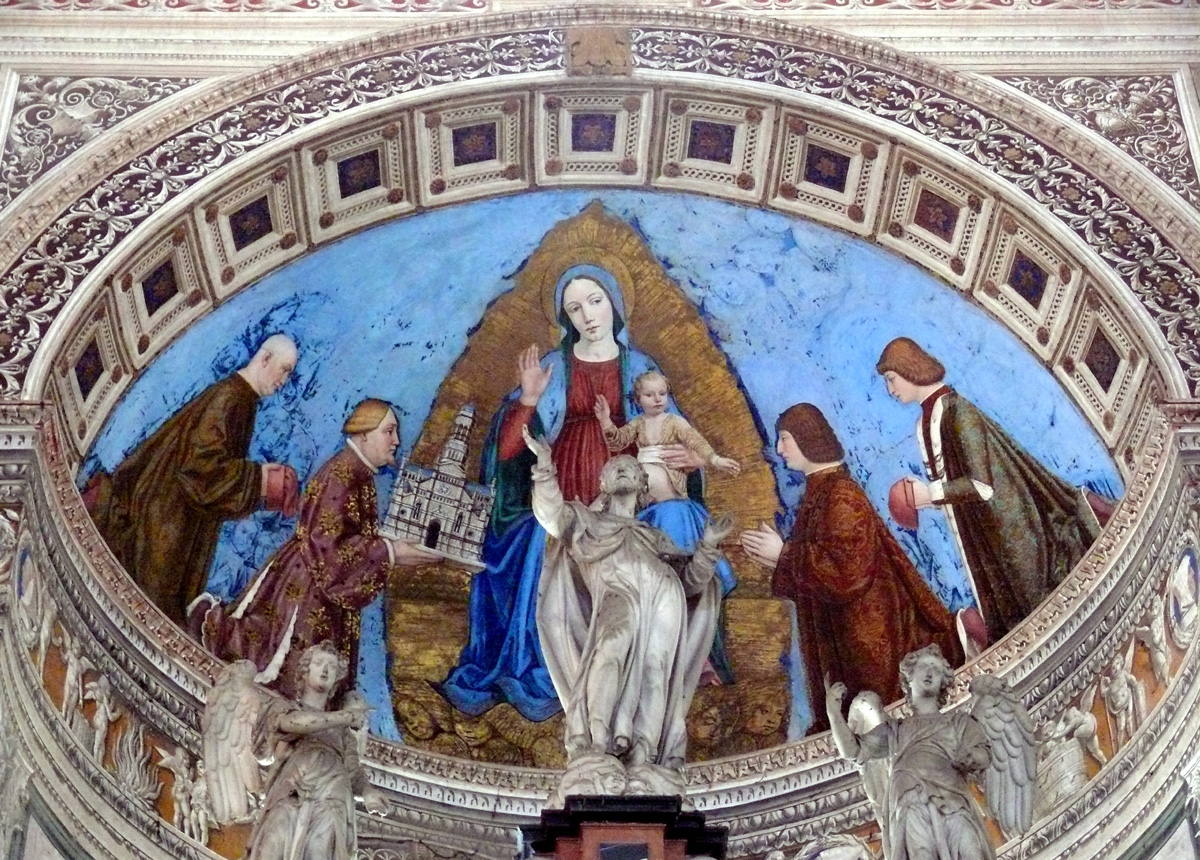
Bergognone, Herzog Gian Galeazzo Visconti schenkt die Certosa der Madonna (1492-1494).

Der Architekt Giovanni Solari änderte sein Aussehen, indem er die doppelte Reihe von Arkaden entlang der Flanken der Kirche baute. Nach seinem Tod folgte ihm in Pavia sein Sohn Guiniforte Solari nach, aber die Arbeit kam mit dem Tod von Guiniforte 1478 zum Erliegen.
1492 nahm Gian Giacomo Dolcebuono den Bau auf, assistierte vor Ort, denn er war gleichzeitig mit den Kathedralen in Pavia und in Mailand und anderen Kirchen von seinem untrennbaren Mitarbeiter an beiden Kathedralen, Giovanni Antonio Amadeo, beschäftigt. In ihren Händen wurde das Projekt gründlich überarbeitet. Zahlreiche Künstler waren beteiligt. Das klassizistische Portal ist von Benedetto Briosco und Tamagnino (1501). Die Vorhalle hat einen großen Bogen von klassizistischer Form, der auf paarigen korinthischen Säulen ruht, die jeweils von einem sehr stark modellierten Gesims überragt werden, auf dem der Bogen ruht, dessen Konstruktion von der klassischen, von Brunelleschi verwendeten, und hier für einen markanten Effekt eingesetzt. Die Dekoration besteht aus Basreliefs, die die Geschichte der Certosa illustrieren. Über dem zentralen Bogen befindet sich ein flacher Balkon mit drei Bögen, über dem sich das zentrale Fenster erhebt.
Die Arbeiten an der Fassade wurden 1519 eingestellt die französische Besatzung in der Lombardei nach dem Krieg der Liga von Cambrai fortgesetzt wurden. Französische Truppen lagerten um die Certosa. Die Aufzeichnungen der Arbeiten an der Fassade wurden erst 1554 wieder aufgenommen, als ein überarbeiteter Entwurf unter der Leitung von Cristoforo Lombardo für die Fertigstellung der Fassade über der zweiten Arkade genehmigt wurde; Marmorintarsien wurden an die Stelle der reichen skulpturalen Verzierungen des unteren Bereichs gesetzt. Einige letzte Details wurden von Galeazzo Alessi hinzugefügt.

### Gemälde
Die Fresken, die die Wände und Gewölbe des Querschiffs schmücken, sind, wie gesagt wurde, auf Ambrogio Bergognone zurückzuführen, unterstützt von einer Gruppe unbekannter Meister, darunter der sehr junge Bernardo Zenale. Ein starker Eindruck von Bramante entsteht aus diesen Arbeiten, in der Balance der Proportionen und der Präzision der Perspektiven. In der rechten Apsis des Querschiffs präsentiert Bergognones Fresko mit Gian Galeazzo Visconti die Jungfrau mit dem Modell der Kartause, zwischen Filippo Maria Visconti, Galeazzo Maria Sforza und Gian Galeazzo Sforza, zwischen 1490 und 1495, während die Apsis links die Krönung Marias zwischen Francesco I. Sforza und Ludovico Sforza darstellt, mit der dieser seine dynastische Nachfolge feiern wollte, die er nach dem Tod seines Neffen Gian Galeazzo Sforza nicht ohne Kontroverse erhalten hatte. Die beiden Altarbilder, die sich an den gegenüberliegenden Enden des Querschiffs gegenüberstehen, sind die barocken Meisterwerke von Giovanni Battista Crespi, die Madonna und die st. Karl und st. Hugo von Grenoble gemalt in 1617–18, sowie die Madonna und st. Bruno von Köln.
Die Certosa hat Meisterwerke von Bergognone gemalt, darunter die Tafeln von St. Ambrosius von Mailand (1490) und St. Syrus von Pavia (1491) und vor allem die Kreuzigung (1490). Andere Werke von Bergognone sind heute in anderen Museen Europas zu finden.
Die zweite Kapelle auf der linken Seite beherbergt das berühmte Altarbild von Pietro Perugino, das Herzog Ludovico Sforza 1496 vom berühmten umbrischen Maler in Auftrag gab. Es entwickelt sich über zwei Etagen: über dem Gott Ewigen Vater, unter den drei Tischen mit dem Erzengel Michael, die Anbetung des Kindes und Erzengel Raphael und Tobias. Der Gott Ewige Vater allein ist ein Original von Perugino; die unteren Platten wurden 1856 der National Gallery in London übergeben. Anstelle der beiden Tische, die auf beiden Seiten des Gott Ewigen Vaters verstreut waren, wurden die beiden Tafeln mit den Kirchenlehrern von Bergognone an der Spitze eingefügt, die für einen weiteren Altaraufsatz der Certosa hergestellt wurden, der anschließend zerstückelt wurde. Die Altarfront aus Halbedelsteinen und polychromem Marmor stammt von Tommaso Orsolino aus dem Jahr 1648. Die Kapelle beherbergt eine hölzerne Reliquie des Wahren Kreuzes.

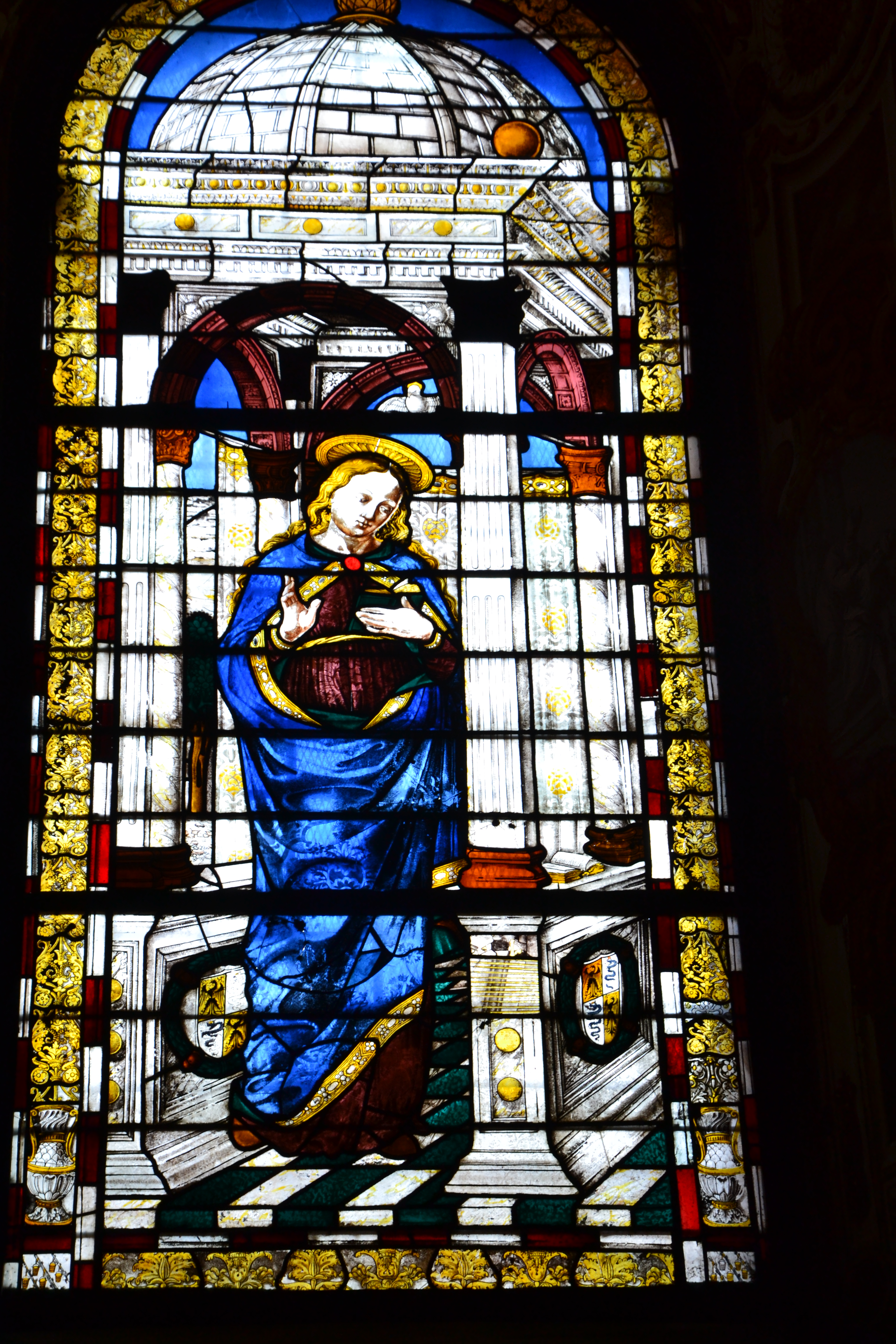
Vincenzo Foppa, Madonna, ca. 1475-1480.
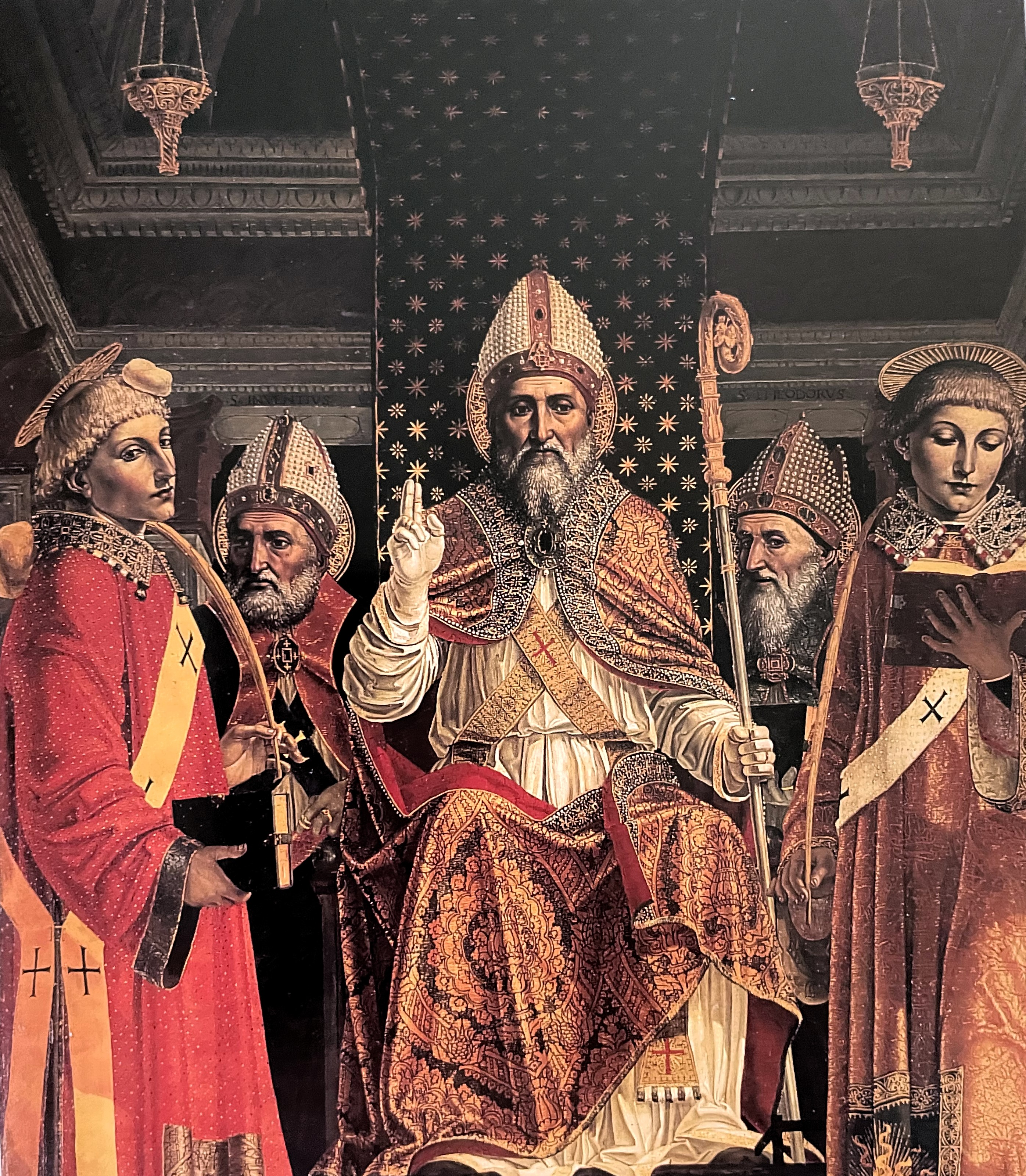
Bergognone, Retabel vom Heiligen Syrus (1490-1491).
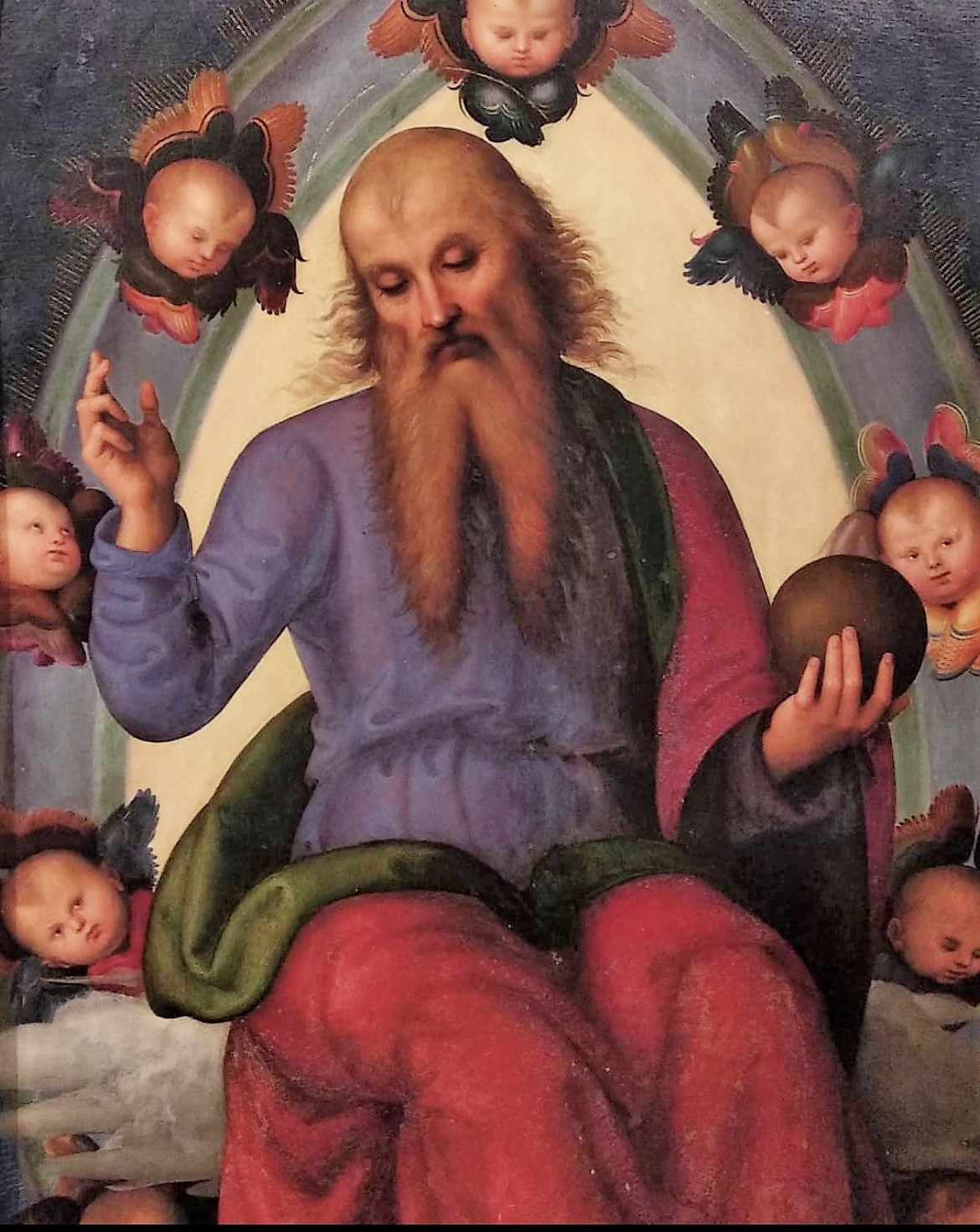
Perugino, Gott Ewigen Vater (1496).
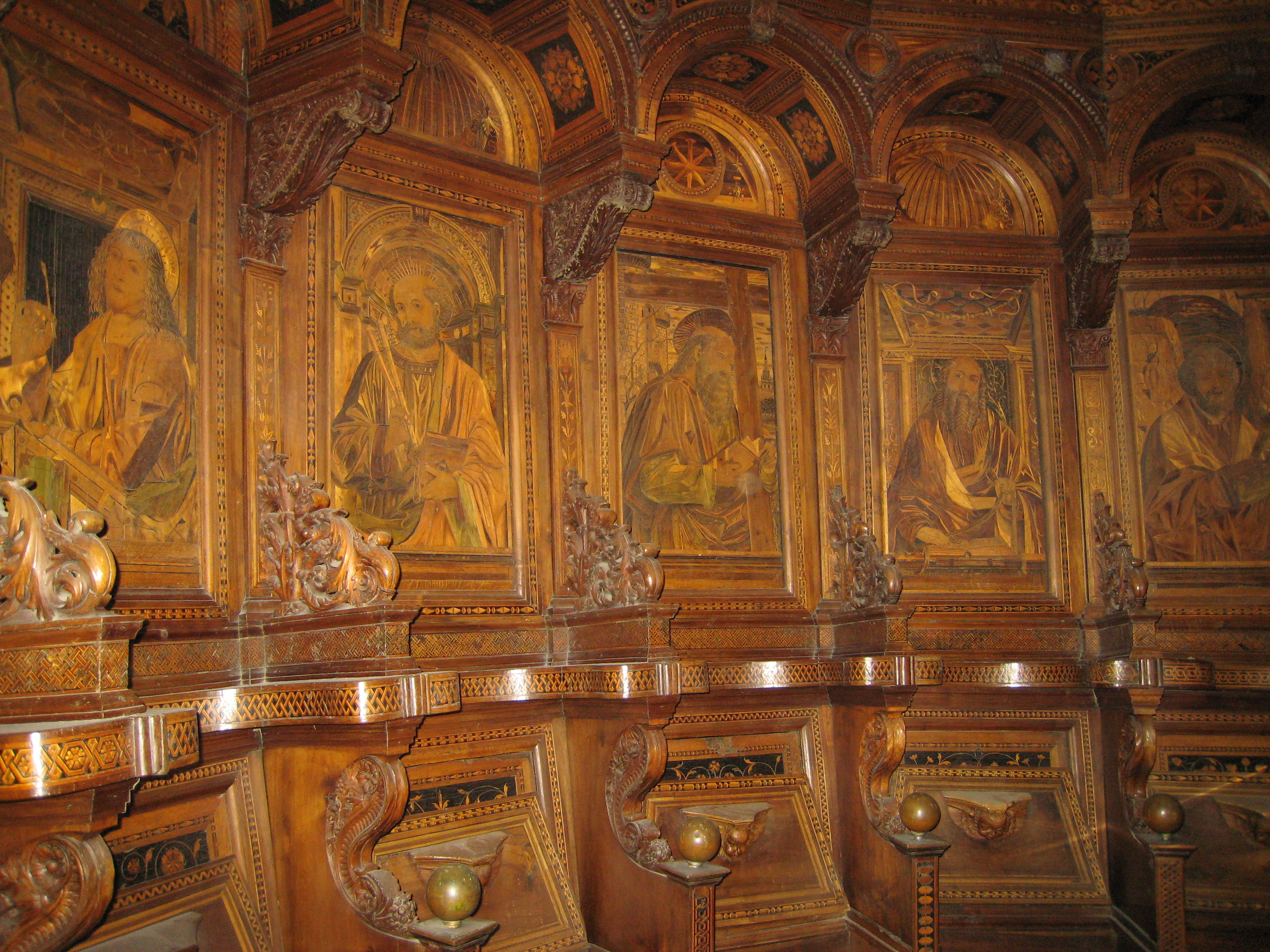
Bartolomeo de Polli, Holzchor (1486-1497; Detail).
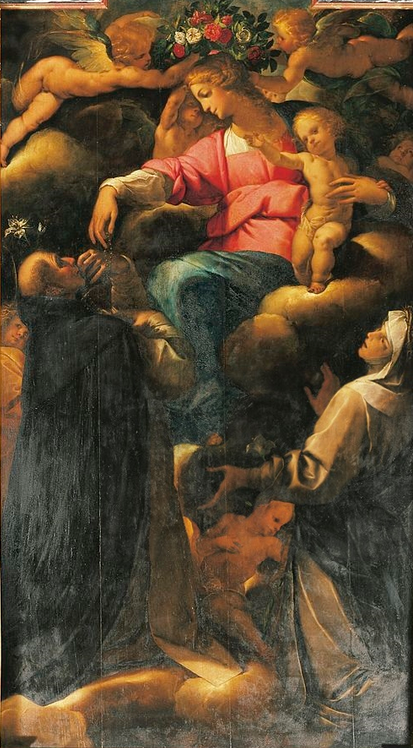
Pier Francesco Morazzone, Rosenkranzmadonna (1617).

In der Cappella di San Michele (Michaelskapelle) befinden sich Fresken von Carlo Francesco Nuvolone. Die erste Kapelle auf der linken Seite ist im Barockstil. Das Altarbild mit Maria Magdalena zu Füßen Christi stammt von Giuseppe Peroni aus Parma (1757), die Freskenverzierung von Federico Bianchi, einem Schüler von Ercole Procaccini (1663). Der Altar besteht aus ägyptischem Granit, Bronze, Halbedelsteinen und polychromem Marmor und ist das Werk von Carlo Sacchi.
Die dritte Kapelle, die dem Heiligen Johannes dem Täufer gewidmet ist, dem der Freskenzyklus des Genuesers Giovan Battista Carlone gewidmet ist (1630). Die vierte Kapelle, deren Altar mit Alabastersäulen ausgestattet ist, bewahrt eine Front mit dem Kindermord in Bethlehem, von Dionigi Bussola von 1677, während das Altarbild des cremonesischen Malers Pietro Martire Neri (1640–41) die Anbetung der Könige darstellt. Die Kapelle bewahrt zwei Fresken: Madonna mit Kind und Sankt Hieronymus von Bergognone.
In der fünften Kapelle stellt das Altarbild von Francesco Cairo (eingefügt in einen reichen barocken Altar aus Alabaster und polychromem Marmor) die Heilige Katharina von Siena zusammen mit ihrer gleichnamigen Heiligen Katharina von Alexandria dar. Die Kapelle wird von einem großen Fenster beleuchtet, mit einem Buntglasfenster, das um 1485 von einem anonymen lombardischen Meister nach einer Zeichnung von Vincenzo Foppa hergestellt wurde, die die heilige Katharina von Alexandria darstellt.
Die sechste Kapelle rechts beherbergt die Madonna mit Kind mit den Heiligen Peter und Paul, ein barockes Meisterwerk von Guercino. Die siebte Kapelle auf der linken Seite bewahrt ein Altarbild, das die Rosenkranzmadonna darstellt, ein Meisterwerk des Mailänder Barockmeisters Pier Francesco Morazzone, Maler im Dienste des Kardinals Federico Borromeo, der ein Werk von raffinierter Eleganz in zarten Tönen schafft, in den länglichen Formen und in den süßen Ausdrücken der Charaktere.
Die zweite Kapelle auf der rechten Seite beherbergt ein weiteres Meisterwerk der Renaissance, das von Ludovico Sforza in Auftrag gegeben wurde: das Polyptychon mit der Madonna und den Heiligen Hugo von Langres und Hugo von Canterbury von Macrino d'Alba aus dem Jahr 1496.
Wenn das Chorgewölbe noch Renaissance-Fresken enthält, wurde der große Freskenzyklus, der die Chorwände bedeckt, 1630 von Daniele Crespi in Auftrag gegeben. Es ist ein zusammengesetzter Zyklus mit Szenen aus dem Neuen Testament, Hagiographien von Kartäuser und anderen Heiligen, geschickt in die gotische Architektur durch ein komplexes System von dekorativen Quadraten eingefügt, Umrahmung von großen heiligen Szenen und kleineren Tafeln mit isolierten Figuren von Evangelisten, Kirchenlehrern, Propheten, Sibyllen, Kartäuser und Heiligen.
Die Kuppel wurde 1599 von Pietro Sorri und Alessandro Casolani mit den Figuren von Gott dem Vater mit dem Lamm und den Königen der Apokalypse bemalt.

### Grabmal von Gian Galeazzo Visconti
Auf der rechten Seite des Querschiffs befindet sich das Grabmal des Gründers der Karthause, Gian Galeazzo Visconti, der erste Herzog von Mailand, der in seinem Testament verfügte, dass sein Leichnam in der Karthause begraben werden sollte, sein Herz sollte in der Basilika San Michele Maggiore in Pavia aufbewahrt werden. Das Grabmal wurde 1492 von Herzog Ludovico Sforza an Gian Cristoforo Romano, Bildhauer an den Höfen von Mantua und Ferrara, in Auftrag gegeben und in Zusammenarbeit mit Benedetto Briosco ausgeführt, der die Statue der Jungfrau mit dem Kind in der Mitte unterzeichnete.
Das Werk ist auf zwei Ebenen strukturiert und ist vollständig mit gemusterten Dekorationen im Renaissancestil bedeckt, die an das Werk der Bildhauer erinnern, die in den gleichen Jahren an der Fassade des Tempels tätig waren. Im unteren Teil des Grabes, unter Rundbögen befindet sich der Sarkophag mit der Statue des Verstorbenen.

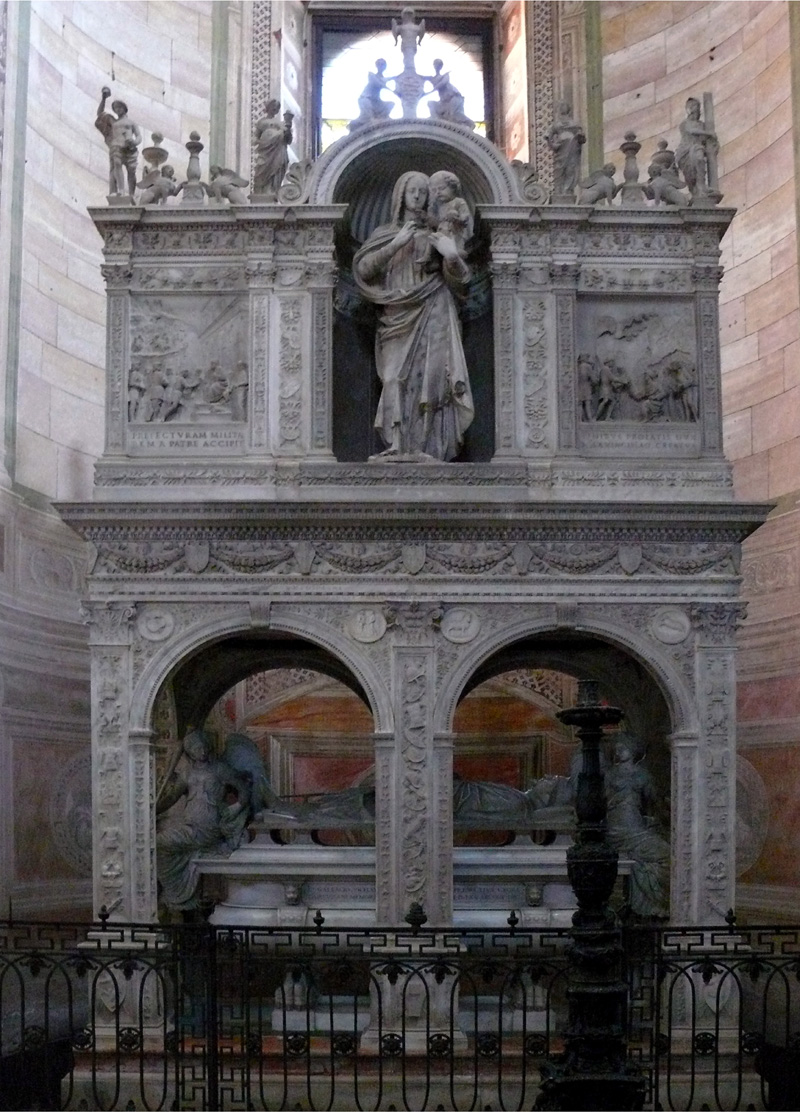
Gian Cristoforo Romano und Benedetto Briosco, Grabmal von Gian Galeazzo Visconti.
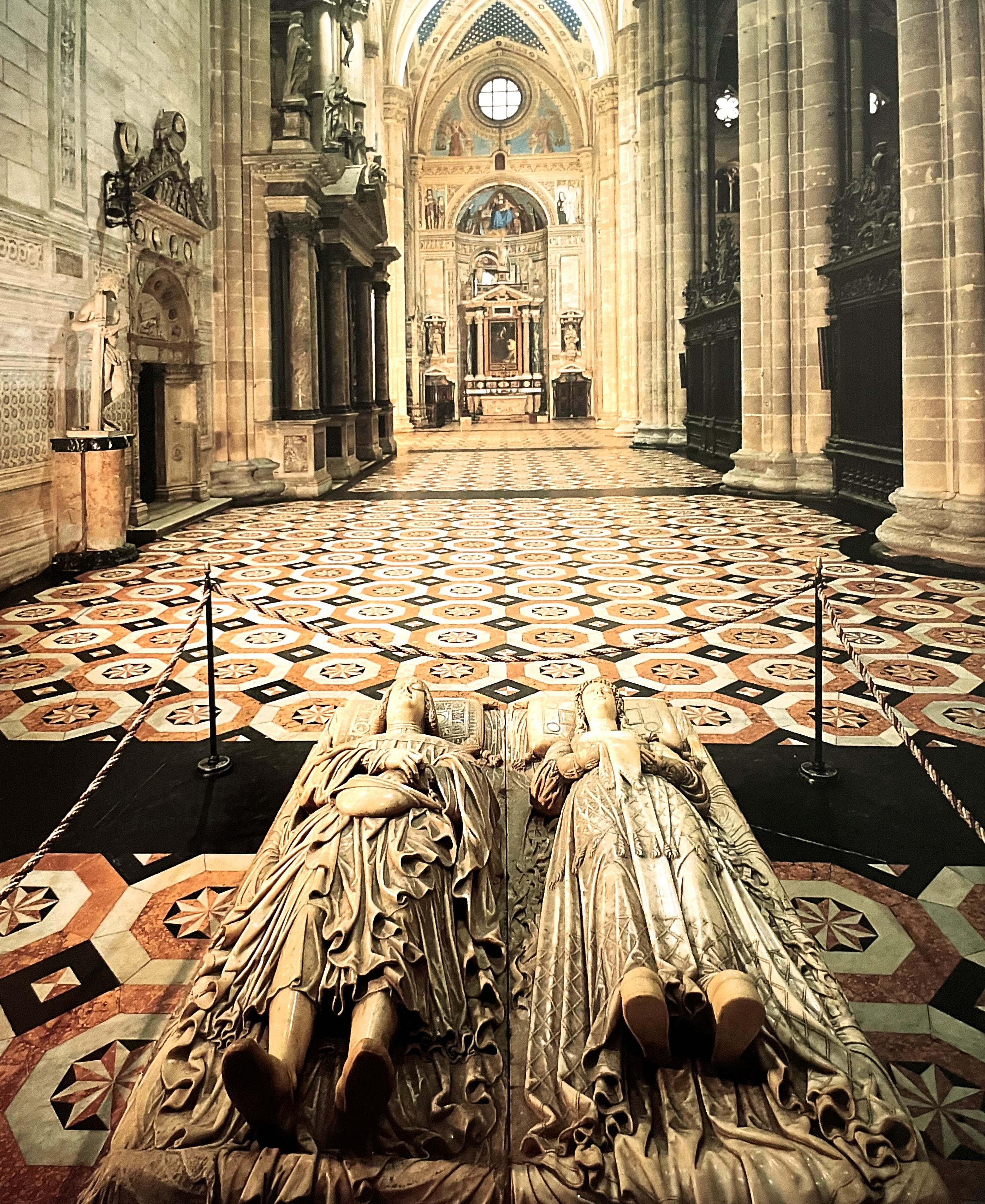
Cristoforo Solari, Grabmal von Ludovico Sforza und Beatrice d’Este.
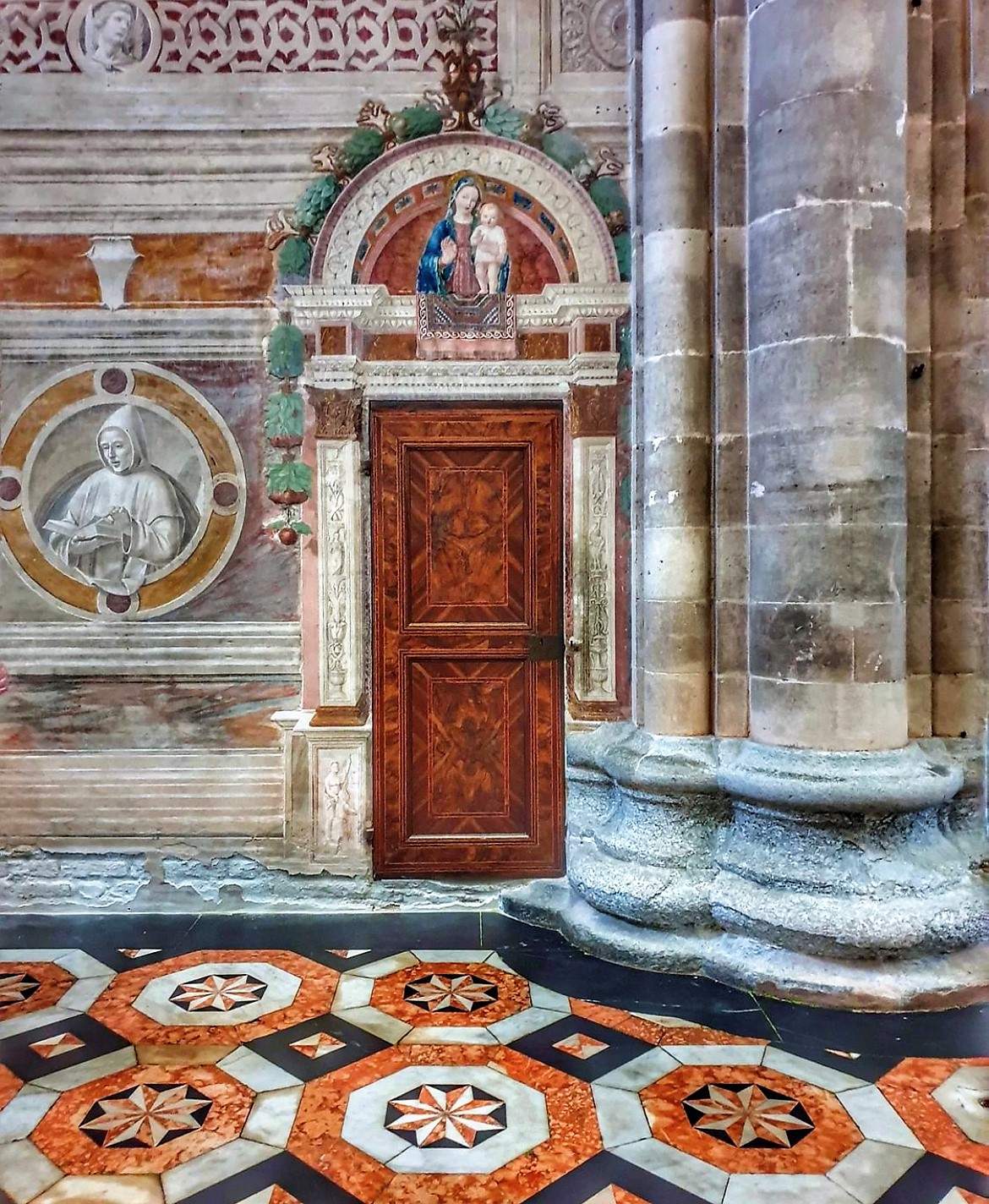
Bergognone, Madonna.
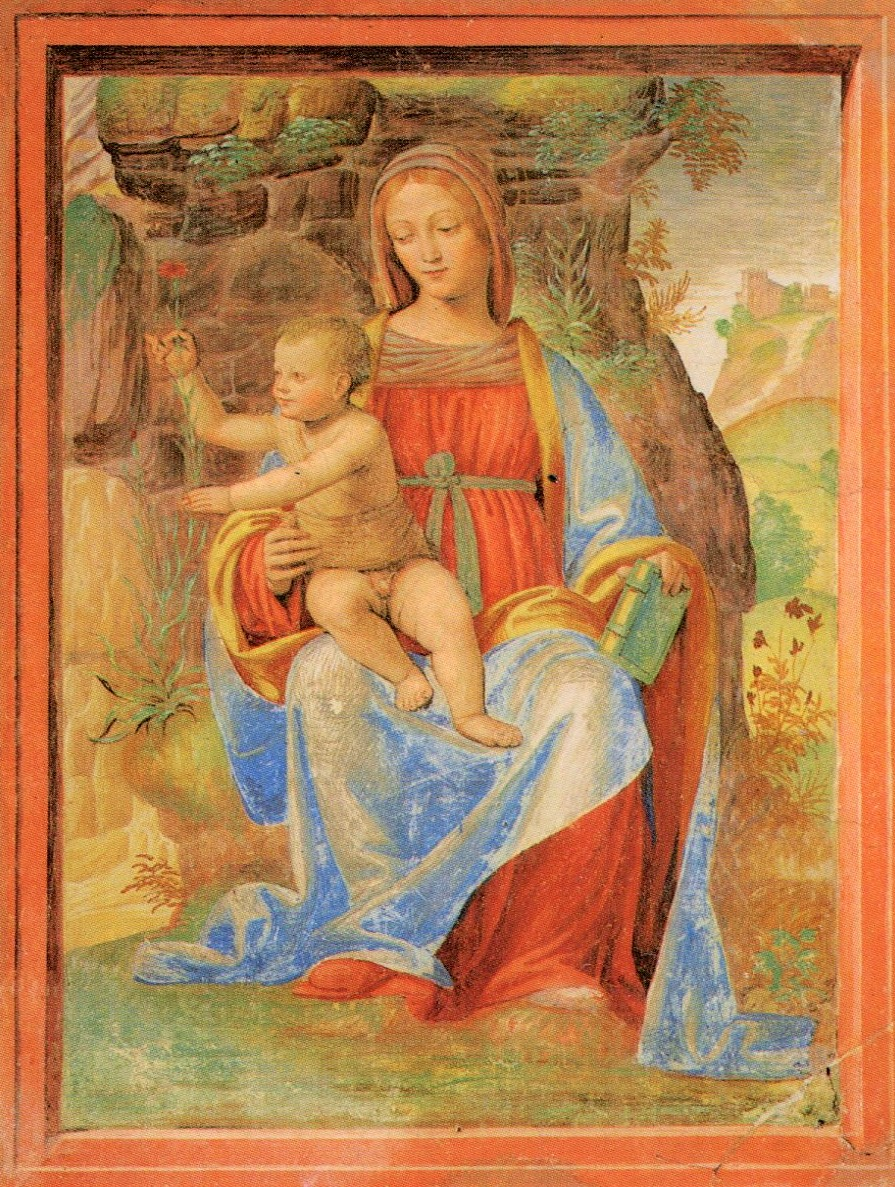
Bernardino Luini, Madonna (1516).

Im Jahr 1889 wurde das Grabmal geöffnet und seine Gebeine, zusammen mit denen seiner ersten Frau, Isabelle de Valois, wurden von Giovanni Zoja, Professor für Anatomie an der Universität von Pavia, studiert. Die Analyse ergab, dass der erste Herzog von Mailand für die damalige Zeit sehr groß war: 1,86 Meter, während eine Strähne seines Haares bestätigte, dass sein Haar blond war und zu Rot tendierte. Während der Untersuchungen wurden auch ein Fragment des Schleiers, der den Leichnam bedeckte, und eine kleine Keramikvase mit dem Wappen der Visconti gefunden, die beide jetzt in den Stadtmuseen von Pavia aufbewahrt werden.

### Grabmal von Ludovico Sforza und Beatrice d'Este
Auf der linken Seite des Querschiffs befindet sich der Grabmal des Herzogs von Mailand Ludovico Sforza und seiner Frau Beatrice d’Este, ein Werk des Bildhauers Cristoforo Solari. Ludovico Sforza selbst gab den Auftrag nach dem Tod seiner Frau im Jahr 1497. Die Skulpturen sollten in der Kirche Santa Maria delle Grazie in Mailand aufgestellt werden, die Ludovico Sforza Donato Bramante in Auftrag gab. Aufgrund des Sturzes von Ludovico im Jahre 1499 blieb das Grabmal jedoch unvollendet. 1564 wurde das Werk von Oldrato Lampugnani erworben und in die Kartause gebracht. Ursprünglich wurde das Denkmal vor dem Grabmal von Gian Galeazzo Visconti aufgestellt, aber 1891 wurde es auf Wunsch von Luca Beltrami in das linke Querschiff verlegt. Die Grabmal war blieb leer, denn Ludovico Sforza wurde nach dem Fall des Herzogtums Mailand von den Franzosen gefangen genommen und starb in Frankreich. Sein Leichnam wurde in der Kirche der Dominikaner von Tarascon begraben, während Beatrice in der Kirche Santa Maria delle Grazie in Mailand begraben wurde.

### Glasmalerei, Goldschmiedekunst und Dekorative Kunst
Die Karthause besitzt auch einen wichtigen (und wenig studierten) Korpus von 13 Fenstern, die nach der Vorlage von Zeichnungen der Meister aus dem 15. Jahrhundert in der Lombardei hergestellt wurden: sie stammen von Zanetto Bugatto, Vincenzo Foppa, Bergognone, Iacopino de' Mottis, Stefano da Pandino und Hans Witz.
Im Presbyterium befindet sich der große geschnitzte und intarsierte Holzchor aus der Renaissance, der von Ludovico Sforza in Auftrag gegeben wurde. Er ist bemerkenswert wegen der großartigen Schnitzereien und der außergewöhnlichen Holzintarsien, deren Vorlagen wahrscheinlich von den gleichen Künstlern stammen, die die malerischen Dekorationen wie Bergognone und Zenale geschaffen haben. Die 42 Rückwände stellen Heilige oder biblische Figuren dar, jede architektonische oder natürliche Szene wurde mit aufwendigen und fantasievollen Intarsien im Renaissance-Stil gestaltet. Der Auftrag wurde vom Herzog 1486 an Bartolomeo de Polli, einem Modenesen, der bereits am Hof von Mantua tätig war, gegeben und vom cremonesischen Holzintarsienkünstler, Pantaleone de Marchi. rechtzeitig zur Weihe der Kirche von 1497 vollendet.
Der große Hochaltar wird von einem kolossalen Ziborium in Form eines Tempels mit einem zentralen Plan mit einer großen Kuppel aus Carrara-Marmor mit Einsätzen aus polychromem Marmor und Edelsteinen wie Lapislazuli, Karneol, Jaspis und Onyx und Bronzeoberflächen überragt. Er wurde 1568 von dem Bildhauer Ambrogio Volpi angefertigt. Der kleine Tempel dieses Altars wird durch dreizehn Bronzestatuetten von Angelo Marini bereichert. Das Altarkreuz, der Leuchter und der große Bronzeleuchter (2,03 Meter hoch) stammen von Annibale Fontana.
Die Sakristei enthält unter anderem ein Triptychon aus Beinvon Baldassarre degli Embriachi, gestiftet von Gian Galeazzo Visconti. Das Werk, ein spätgotisches Schnitzwerk, misst 2,45 Meter an der Basis für eine maximale Höhe, bezogen auf die seitlichen Zinnen, von 2,54 Metern. Es besteht aus winzigen Kompositionen und ist mit kleinen Tabernakeln mit Statuetten von Heiligen im Inneren geschmückt; auf dem zentralen Teil befinden sich 26 Tafeln, die die Legende der Heiligen Drei Könige nach den apokryphen Evangelien illustrieren;  rechts und links befinden sich 36 Flachreliefs (18 auf jeder Seite), die zeigen Episoden aus dem Leben Christi und der Mutter Gottes. In der mittleren Spitze, in einem von Engeln getragenen Tondo, dominiert die Figur Gottes, während die Basis des Triptychons eine Frömmigkeit darstellt, flankiert von 14 Aediculen mit ebenso vielen verzierten Heiligenstatuetten. Zwei äußere polygonale Säulen, die aus 40 kleinen Tabernakeln bestehen, sind mit Statuetten geschmückt sind.

### Die neue Sakristei
Es ist durch die Unterseite des rechten Querschiffs zugänglich und wurde in der Barockzeit dekoriert. Ursprünglich beherbergte der 1425 erbaute Raum das Ordenskapitel und die Bibliothek des Klosters und wurde erst Ende des 16. Jahrhunderts in eine Sakristei umgewandelt.
Der einzige große rechteckige Raum wurde im Jahr 1600 vom sienesischen Maler Pietro Sorri mit Fresken bemalt, der, inspiriert von Michelangelo Sixtinische Kapelle, das große Gewölbe mit biblischen Episoden, monumentalen Figuren von Propheten in Nischen und anmutigen Cheruben bedeckte, die sich in Kelchen drehten. Im Vergleich zum römischen Vorbild vermittelt Sorris Werk dem Betrachter jedoch Verspieltheit und Leichtigkeit durch den Einsatz heller, klarer chromatischer Akkorde und die Üppigkeit von Settings und Settings. Die Holzschränke, geschmückt mit Statuetten, die Annibale Fontana zugeschrieben werden, sind ein bemerkenswertes Werk der Skulptur. Auf dem Altar ist das Triptychon der Himmelfahrt von Andrea Solario, einer der Hauptvertreter der Leonardesken Schule, die in Mailand nach der Abreise des Meisters blühte.

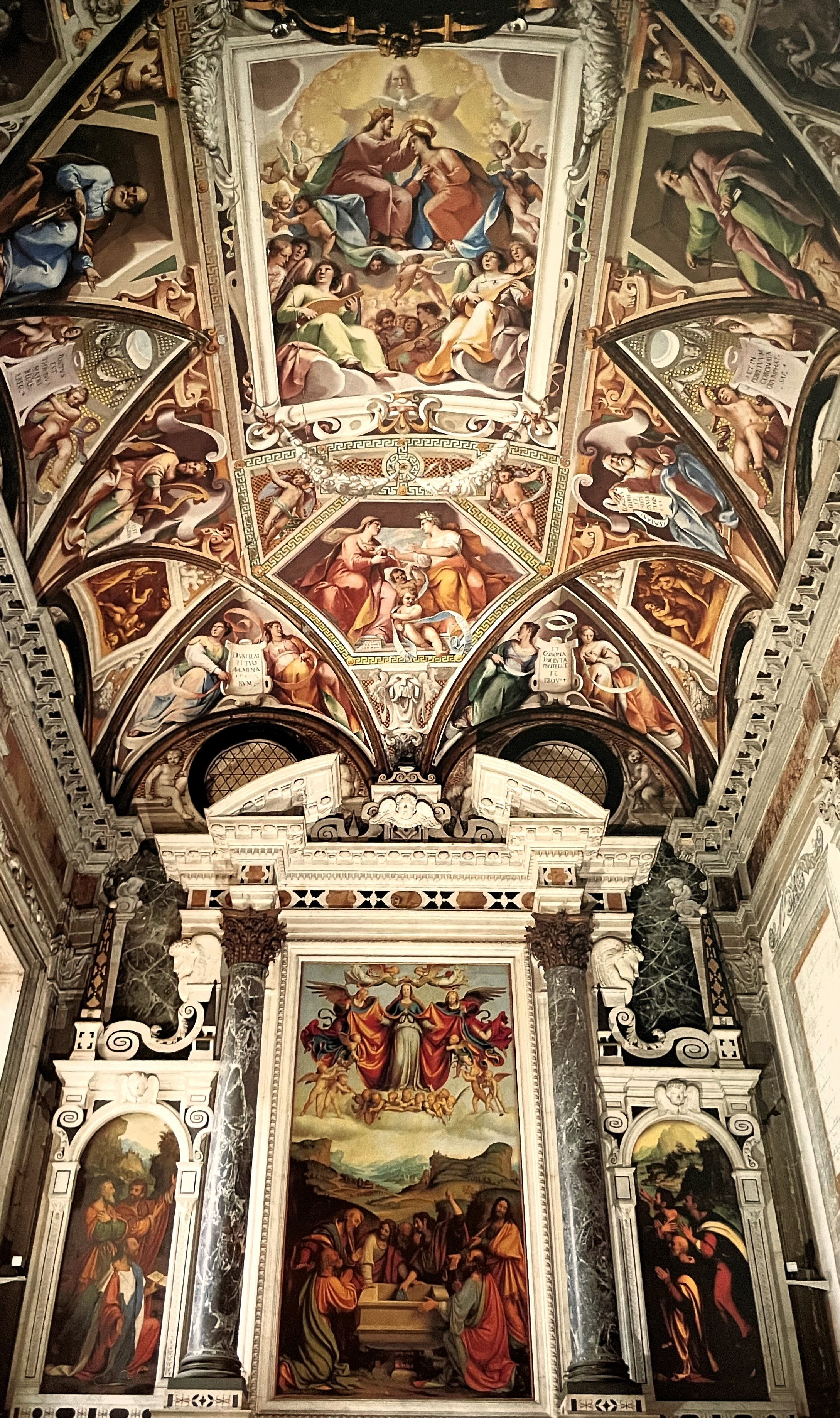
Neue Kirche, auf dem Altar Triptychon der Himmelfahrt von Andrea Solari (1524) und im Gewölbe Fresken von Pietro Sorri (1599).
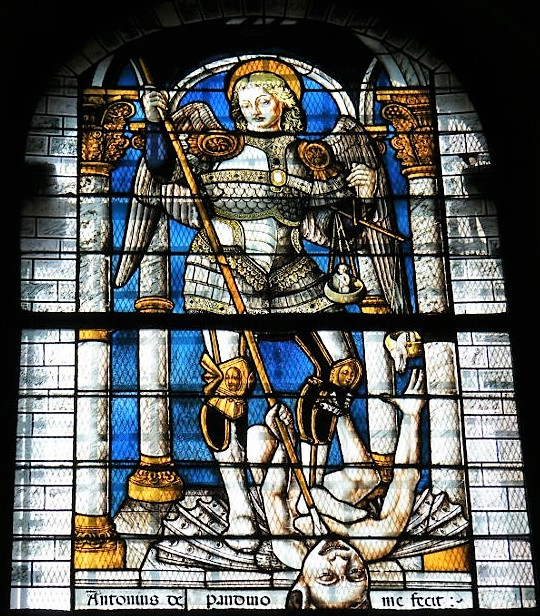
Antonio da Pandino, St. Michael, 1470.
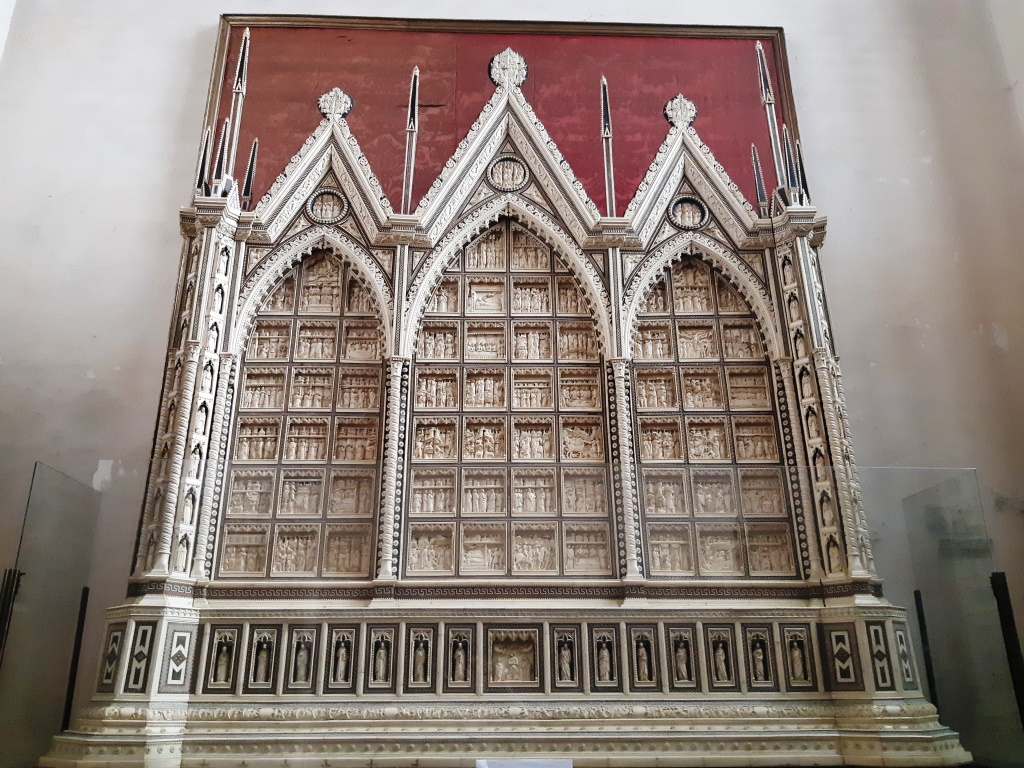
Baldassare degli Embriachi, Triptychon der Embriachi (1400-1409).
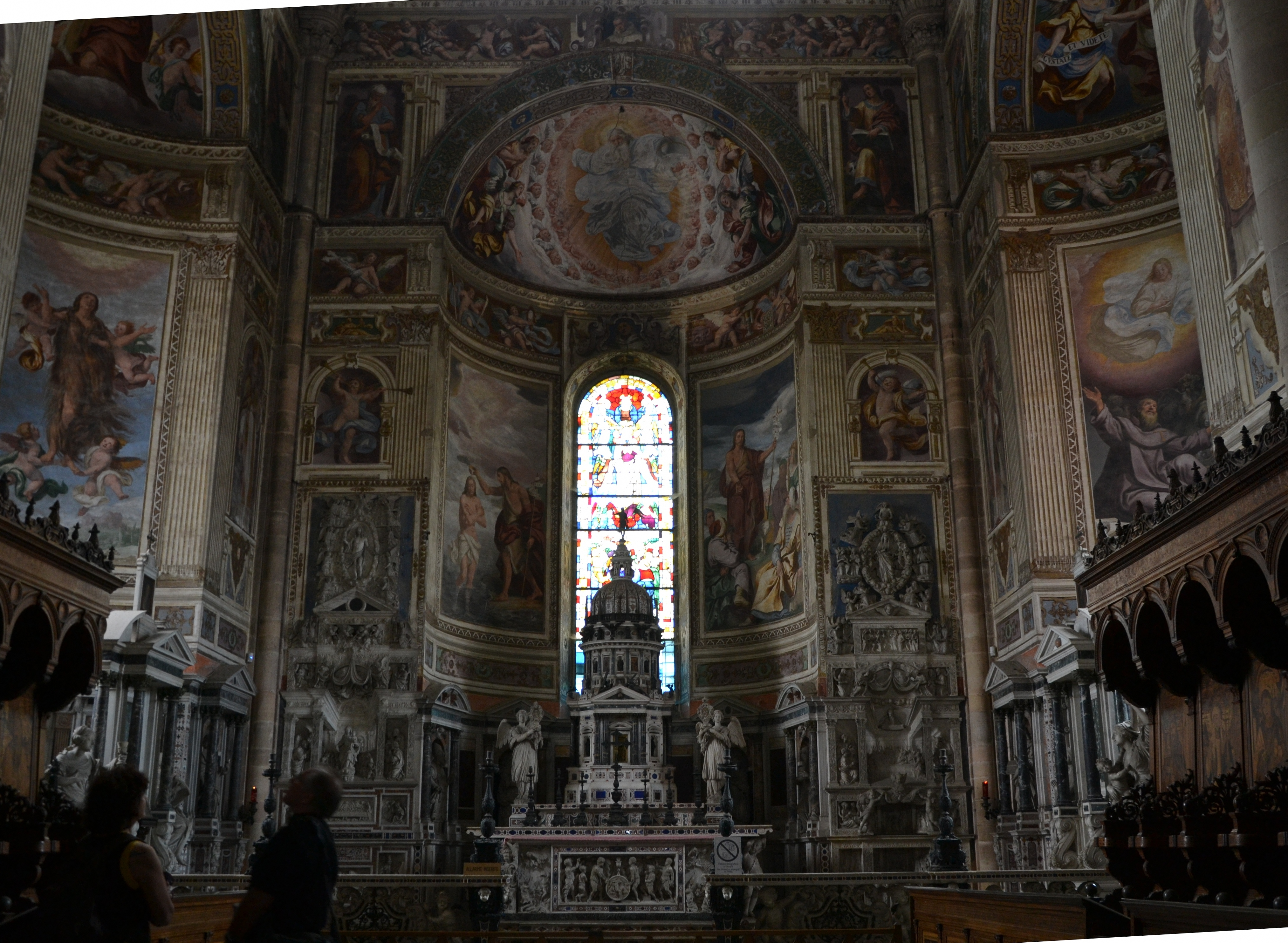
Der große Hochaltar.

### Der kleine Kreuzgang
Ein Portal, das innen mit Skulpturen der Brüder Cristoforo und Antonio Mantegazza und außen von Giovanni Antonio Amadeo dekoriert ist, führt von der Kirche zum kleinen Kreuzgang, in dessen Mitte sich ein Garten befindet.
Der kleine Kreuzgang war der Ort, an dem ein großer Teil des gemeinschaftlichen Lebens der Väter stattfand: Er verband mit seinen Arkaden Räume wie die Kirche, das Kapitelhaus, die Bibliothek und das Refektorium.
Der kleine Kreuzgang wurde 1402 erbaut, Die Dekoration wurde jedoch erst zwischen 1451 und den 60er Jahren des 15. Jahrhunderts fertiggestellt. Auf dem Zugangsportal zum kleinen Kreuzgang steht die Signatur von Giovanni Antonio Amadeo. Die Terrakotta-Ornamente, die die dünnen Marmorsäulen überragen, wurden vom Kreml-Meister aus dem Kreml, Rinaldo De Stauris, 1466 angefertigt. In Zusammenarbeit mit den Brüdern Cristoforo und Antonio Mantegazza realisierte er 1478 auch die des großen Kreuzgangs. Einige der Arkaden sind mit Fresken von Daniele Crespi verziert. Im kleinen Kreuzgang befindet sich das Waschbecken aus Stein und Terrakotta (zwischen 1450 und 1475) mit der Darstellung der Samariterin im Jakobsbrunnen.

### Bibliothek
Seit der Gründung verfügten die Mönche über eine Bibliothek mit liturgischen Büchern, die für die täglichen Feiern benötigt werden, und anderen wissenschaftlichen und humanistischen Themen. Eine erste Bibliothek wurde zwischen 1426 und 1427 eingerichtet, aber am Ende des 16. Jahrhunderts wurden ihre Räumlichkeiten als Sakristei genutzt und wurden zum Sitz der neuen Sakristei der Kirche und die Bibliothek wurde in den heutigen Sitz verlegt, der sich auf der kleinen Seite des kleinen Kreuzgangs befand, Dort befand sich früher die Klosterkrankenstation. Die Bibliothek der Kartause, zusammen mit der des Schlosses von Pavia, bewahrte das Herz der Erinnerung an die Visconti-Dynastie, da sie die Codes enthielt, auf denen die (auch mythischen) Genealogien aufgezeichnet wurden der Visconti, der Brief von Gian Galeazzo Visconti und Manuskripte mit Texten von Antonio Loschi und Pietro da Castelletto anlässlich der Beerdigung des ersten Herzogs von Mailand.
Die Bibliothek wurde vom Prior Matteo Valerio in der ersten Hälfte des 17. Jahrhunderts eingerichtet, der sie auch mit profanen Texten und Manuskripten bereicherte. Im Jahr 1782, mit der Unterdrückung der Kartause, wurde die Bibliothek teilweise zwischen der Biblioteca Nazionale Braidense von Mailand und der Biblioteca Universitaria von Pavia aufgeteilt, obwohl einige Bände zerstreut wurden. Insbesondere wurden 1782 die 13 kolossalen Choralbüchern, die von Evangelist vom Kreuz, Benedikt von Corteregia von Bergamo, dem vallombrosianischen Mönch des Klosters San Lanfranco von Pavia, illuminiert wurden, in die Biblioteca Nazionale Braidense überführt, und Guarnerio Beretta aus dem 16. Jahrhundert. 1796 wurden die Korallen von den Franzosen beschlagnahmt und nach Paris gebracht, wo sie bis 1815 blieben, und erst nach dem Fall Napoleons konnten sie in die Braidense zurückkehren, wo sie bis 1883 blieben, als sie an die Kartause zurückgegeben wurden.

### Der große Kreuzgang
Der große Kreuzgang, der von den gleichen Künstlern realisiert wurde, die sich mit der Realisierung des kleinen beschäftigen, misst etwa 125 Meter lang und 100 Meter breit. Ursprünglich waren es 23 Klosterzellen. 1514 wurde die Zahl der Eingriffe auf 36 erhöht. Heute blicken sie auf den großen Kreuzgang 24 Klosterzellen, Wohnhäuser der Mönche, die jeweils aus drei Zimmern und einem Garten bestehen. Neben dem Eingang der mit Buchstaben des Alphabets unterzeichneten Zellen befindet sich eine kleine Öffnung, in der der Mönch seine tägliche Mahlzeit an Wochentagen erhielt, an denen Einsamkeit vorgeschrieben war. Für Gemeinschaftsmahlzeiten, die nur an Feiertagen erlaubt waren, traf man sich im Speisesaal. Der weitläufige Portikus mit 122 Bögen wurde von Guiniforte Solari zwischen 1463 und 1472 erbaut, obwohl die dekorativen Terrakotta erst um 1480 fertiggestellt wurden. Die Säulen der Bögen sind abwechselnd aus weißem Marmor und rosafarbenem Verona-Marmor. Intern spielt die große Wiese auf die Wüste an, das heißt auf den Raum der Meditation in der Einsiedelei. Bis zum 18. Jahrhundert war in der nordöstlichen Ecke der Klosterwiese ein Zaun für die Bestattungen der Mönche ausgeschnitten. Der große Kreuzgang ist mit einer großen mechanischen Uhr aus dem Jahr 1731 ausgestattet.

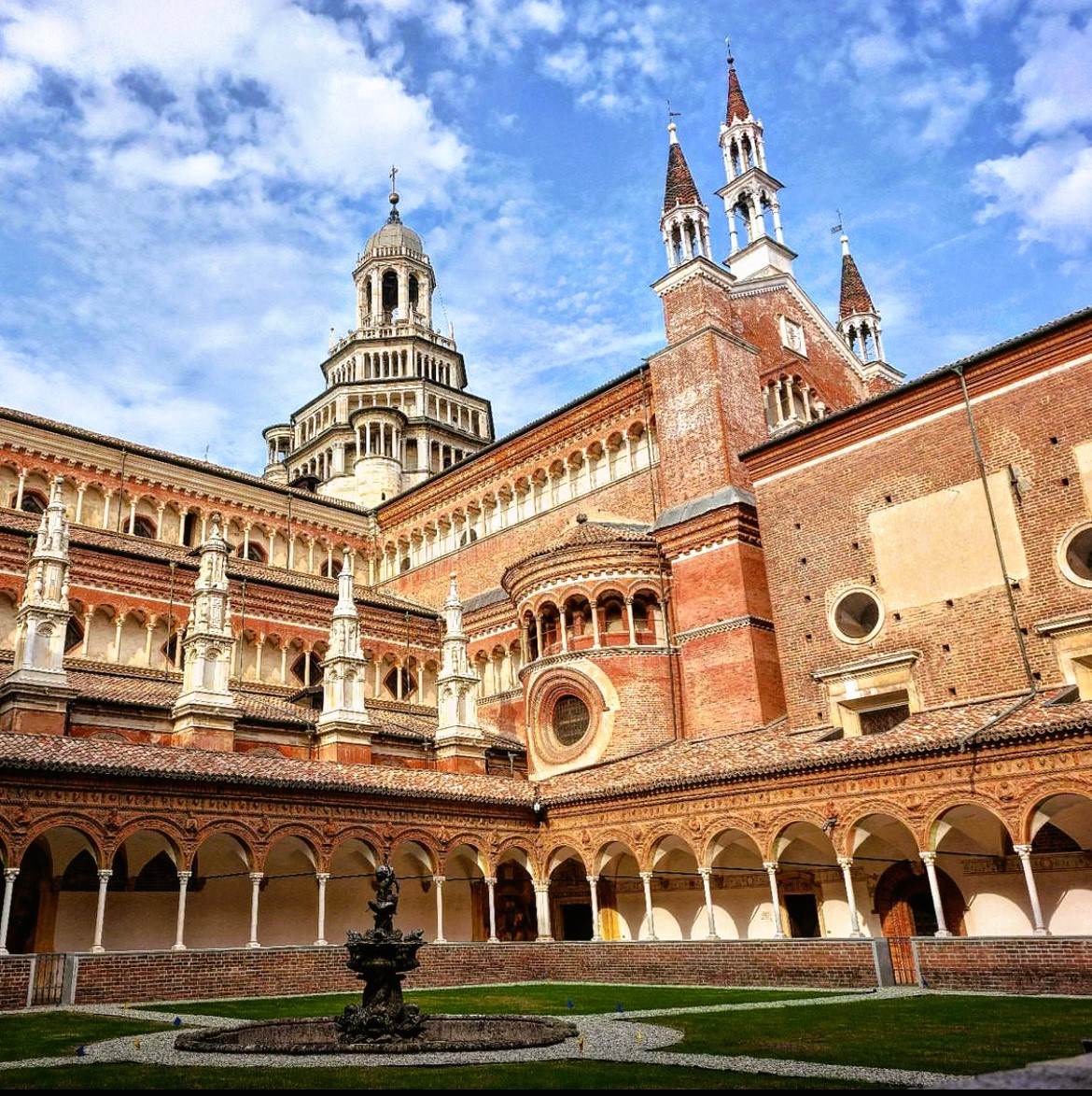
Der kleine Kreuzgang.
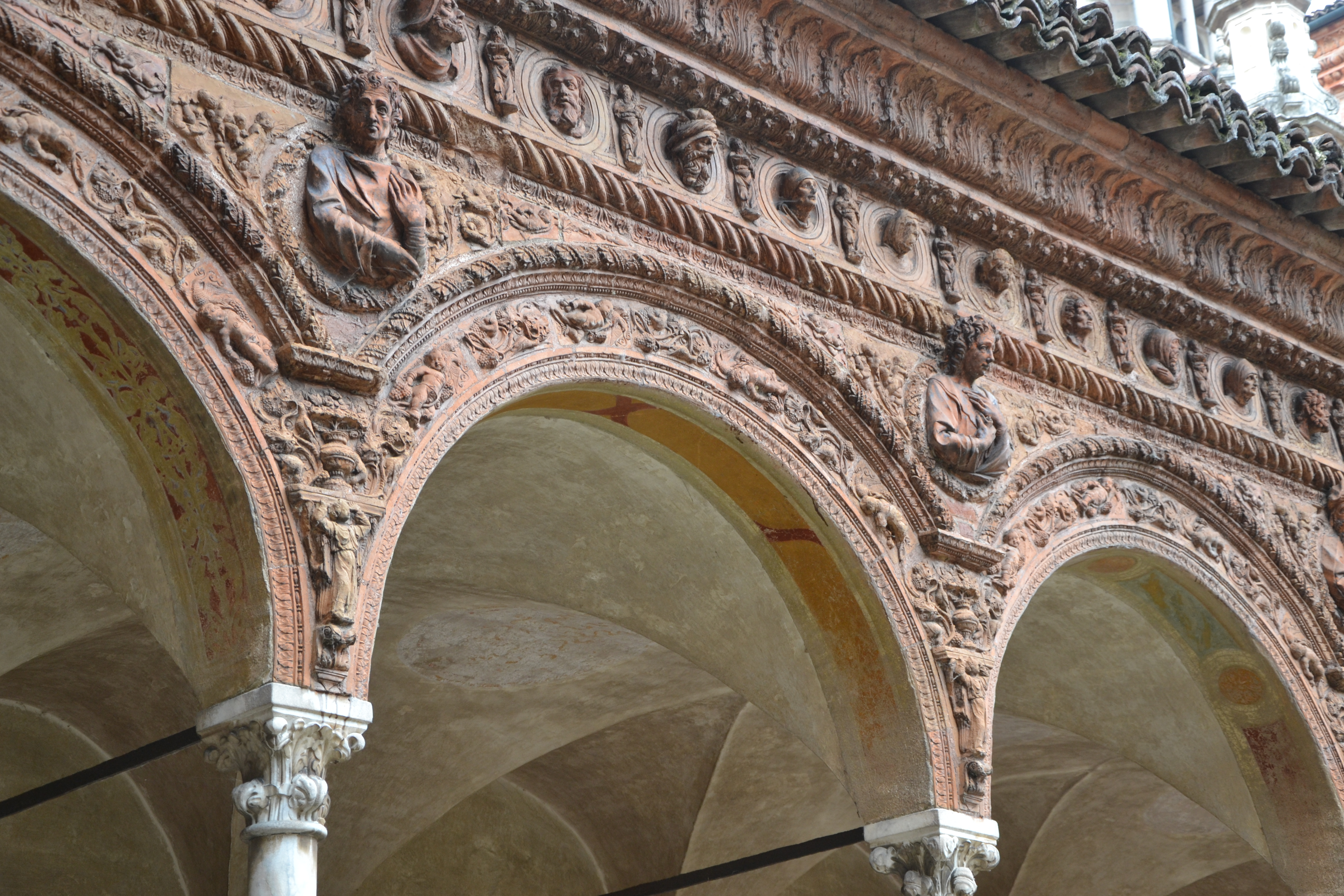
Der kleine Kreuzgang, detail.
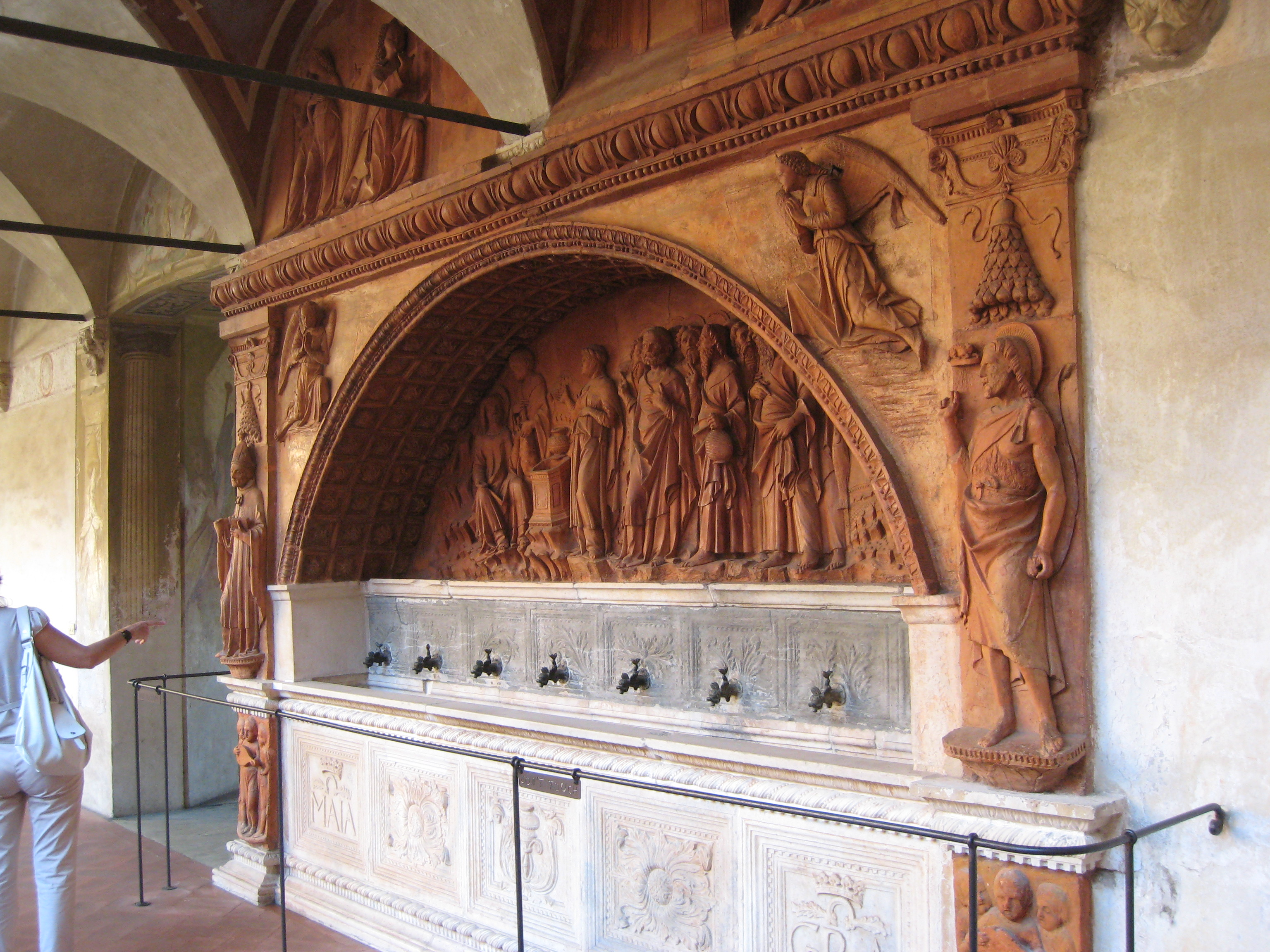
Waschbecken aus Stein und Terrakotta (zwischen 1450 und 1475).
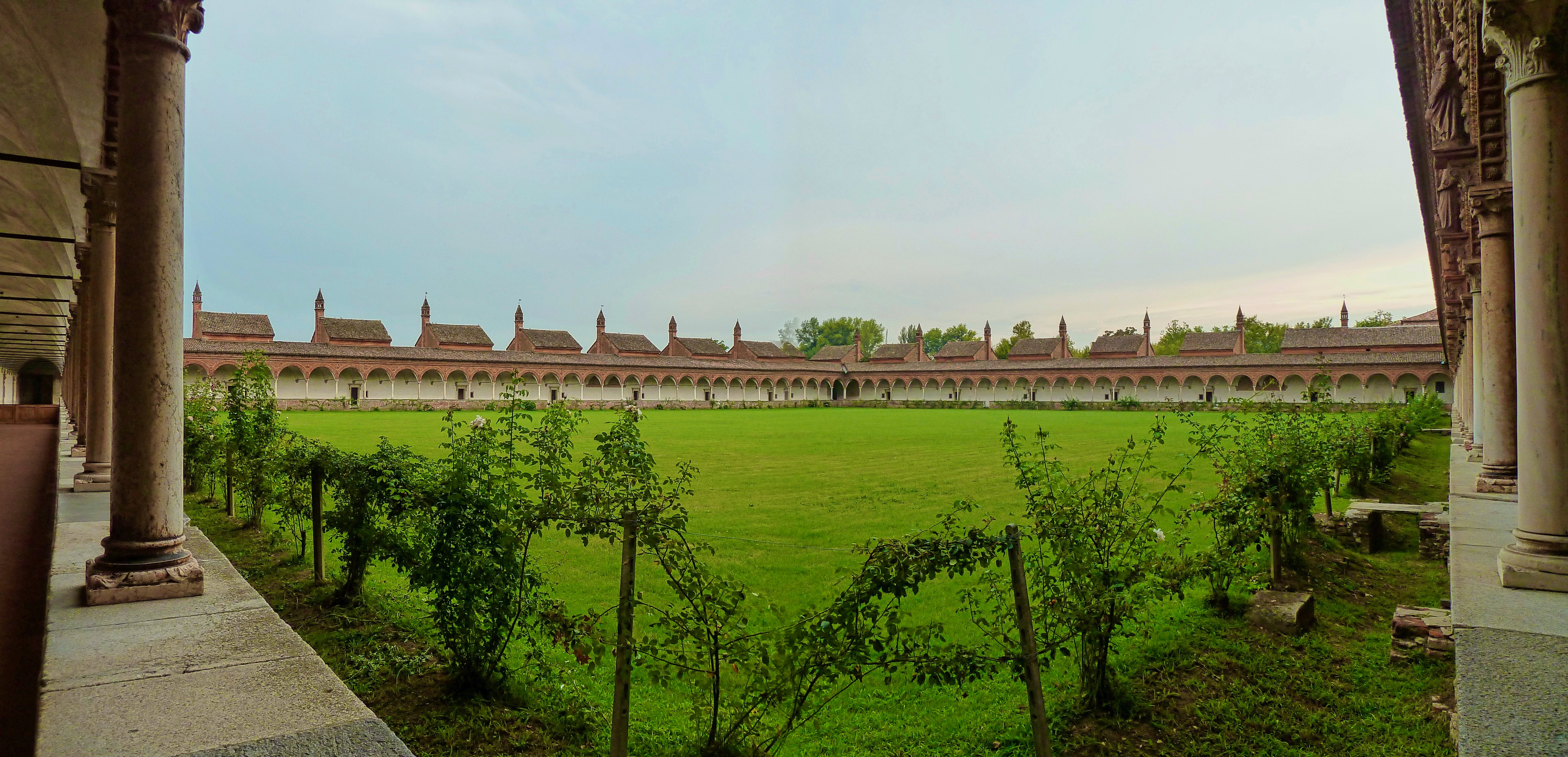
Der große Kreuzgang.
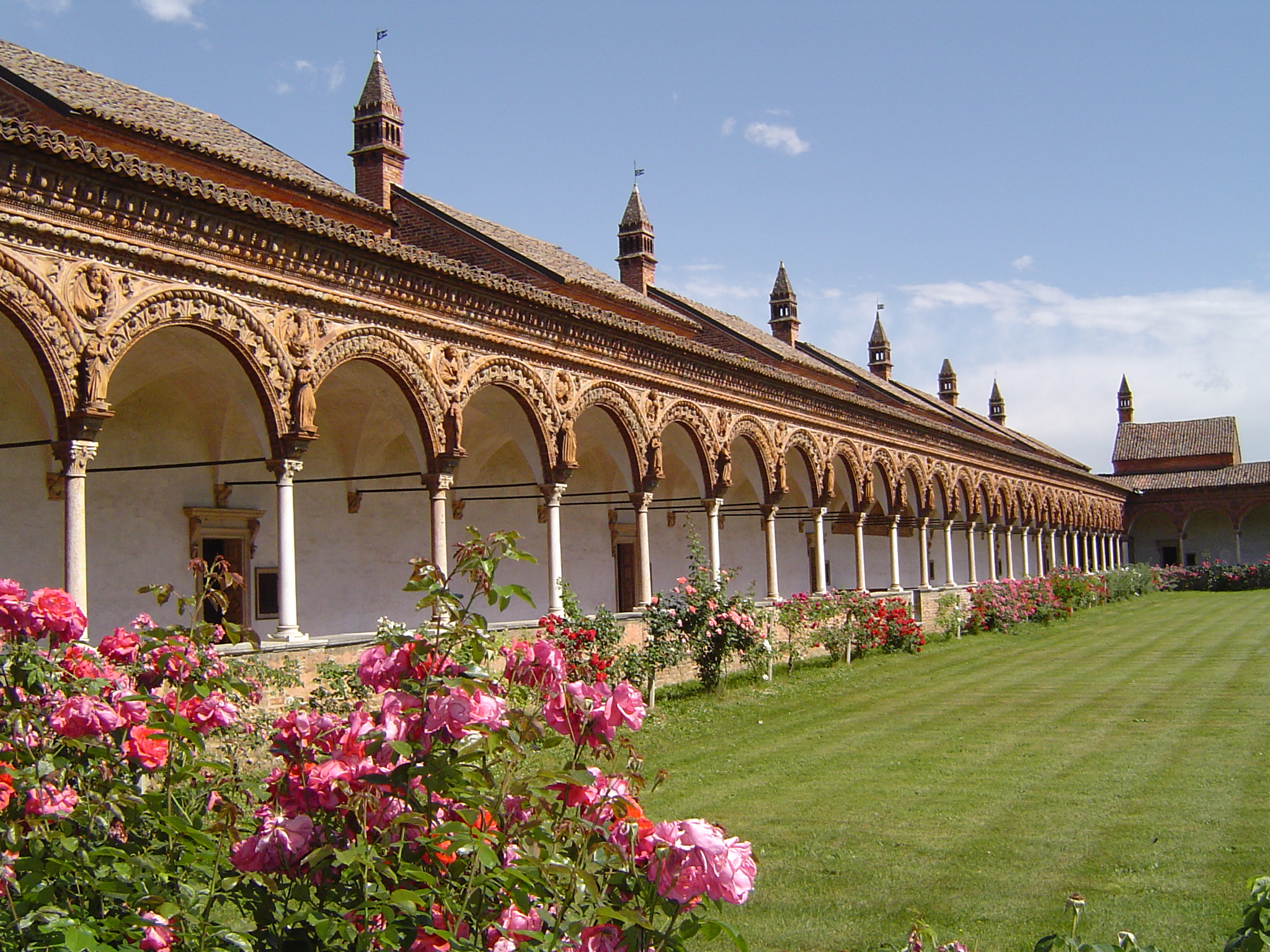
Detail des großen Kreuzgangs.

### Refektorium
Das Refektorium war eines der ersten Gebäude des Klosters, das gebaut wurde, und in den ersten Jahren der Bauarbeiten wurde es als Kirche genutzt, da es sich um eine sehr große rechteckige Halle handelt, wie der Fortschritt der Arbeiten aus dem Jahr 1451 auf Geheiß von Francesco Sforza berichtet. In der Westwand des Raumes befindet sich ein kleines Fresko, das älteste des Klosters, im spätgotischen Stil, das eine Madonna mit dem Kind darstellt, ein Werk der Zavattari. Die mit Statuen verzierte Marmorkanzel wurde Anfang des 16. Jahrhunderts geschnitzt. Von ihr wurden Lesungen während der Mahlzeiten durchgeführt. Später ist das Fresko des Letzten Abendmahls (1567), ein Werk von Ottavio Semino.

### Das Museum der Certosa di Pavia
Das Museum der Certosa von Pavia befindet sich in den Räumen des Herzogspalastes, der Sommerresidenz der Visconti- und Sforza-Dynastie, die damals als Gästehaus genutzt wurde. Das Gebäude, das 1625 durch einen Eingriff des Architekten Francesco Maria Richini an der Fassade verändert wurde, hat eine lineare Abfolge von Fenstern zwischen Halbsäulen, die dem gesamten Gebäude Helligkeit verleihen. Es beherbergt Werke aus dem Klosterkomplex oder mit ihm verbunden. Die Galerie im Erdgeschoss, die kürzlich renovierte Gipsgalerie, beherbergt mehr als 200 große und kleine Abgüsse.
Die Gipsformerei sammelt mehr als 200 große und kleine Abgüsse und einige Skulpturen, darunter der beklagte Christus von Tamagnino (Anfang des 16. Jahrhunderts). In den Jahren 2002 bis 2006 wurden die meisten dieser Abgüsse restauriert und in der Galerie im Erdgeschoss des Herzogspalastes mit einem neuen Grundriss der Direktion für architektonisches und landschaftliches Erbe der Lombardei platziert.
Im Obergeschoss wurde der historische Rahmen von 1911 von Luca Beltrami beibehalten und bis auf einige Anpassungen sind die außergewöhnlichen Hochreliefs aus Marmor von Bambaia, die Skulpturen aus der Zeit um 1480 von Giovanni Antonio Amadeo und Antonio Mantegazza erhalten. Hier sind auch erhalten polychrome Steinskulpturen von lombardischen Künstlern der zweiten Hälfte des fünfzehnten Jahrhunderts, Wandmalereien des sechzehnten Jahrhunderts von ihren ursprünglichen Standorten, Tafelgemälde, wie das Altarbild von Bartolomeo Montagna, Der Ecce Homo von Bramantino, St. Martin und St. Ambrosius von Bernardino Luini. Es gibt auch andere Gemälde auf Leinwand von Guglielmo Caccia, von Vincenzo Campi, von Giovanni Agostino da Lodi, von Giuseppe Procaccini, von Stefano Maria Legnani, von Giuseppe Vermiglio.
In Raum C sind die Porträts von Gian Galeazzo Visconti, seiner zweiten Frau Caterina Visconti und zahlreichen Mitgliedern der Dynastie aufbewahrt. Dann gibt es das Arbeitszimmer, das in der zweiten Hälfte des 16. Jahrhunderts mit einer Trompe-l'oeil-Landschaft bemalt wurde, die in Quadraten von monumentalen monochromen Figuren mit Serpentinenbeinen, Telamons genannt, unterbrochen wird, während das Gewölbe mit spektakulären, mit einer Pinselspitze bemalten Grotesken verziert ist. Auf einem weißen Hintergrund beherbergt es in der Mitte, in einem elliptischen Rahmen, die Darstellung des Traums von Konstantin. Daneben befindet sich Raum D, ursprünglich als Oratorium des Gästehauses gedacht, dessen Gewölbe mit Fresken von Giovan Mauro della Rovere, bekannt als Fiammenghino, verziert ist. Dann gibt es Raum F, mit Meisterwerken von Bartolomeo Montagna, Ambrogio Bergognone und Bernardino Luini. Es gibt auch andere Räume mit Skulpturen, Gemälden und Fresken aus dem Kloster und seiner Baustelle.

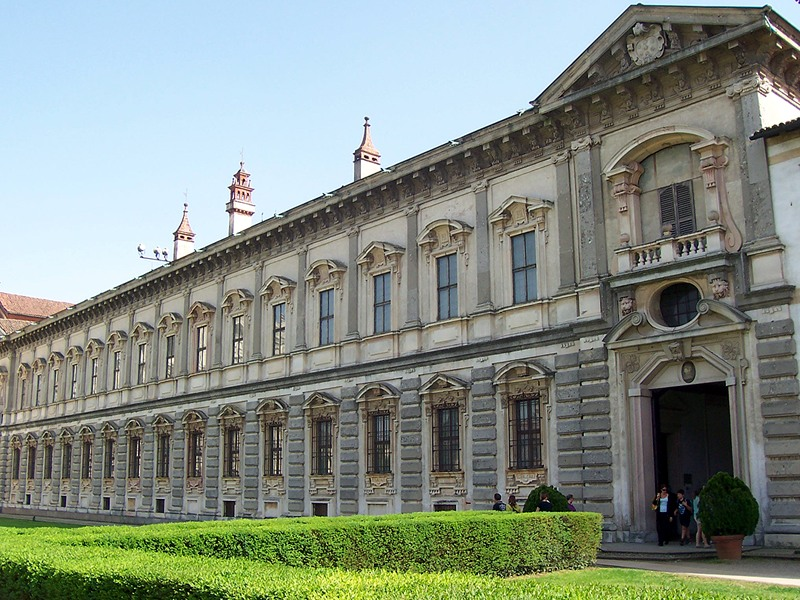
Francesco Maria Richini, Palazzo Ducale (1625), Sitz des Museums der Certosa di Pavia.
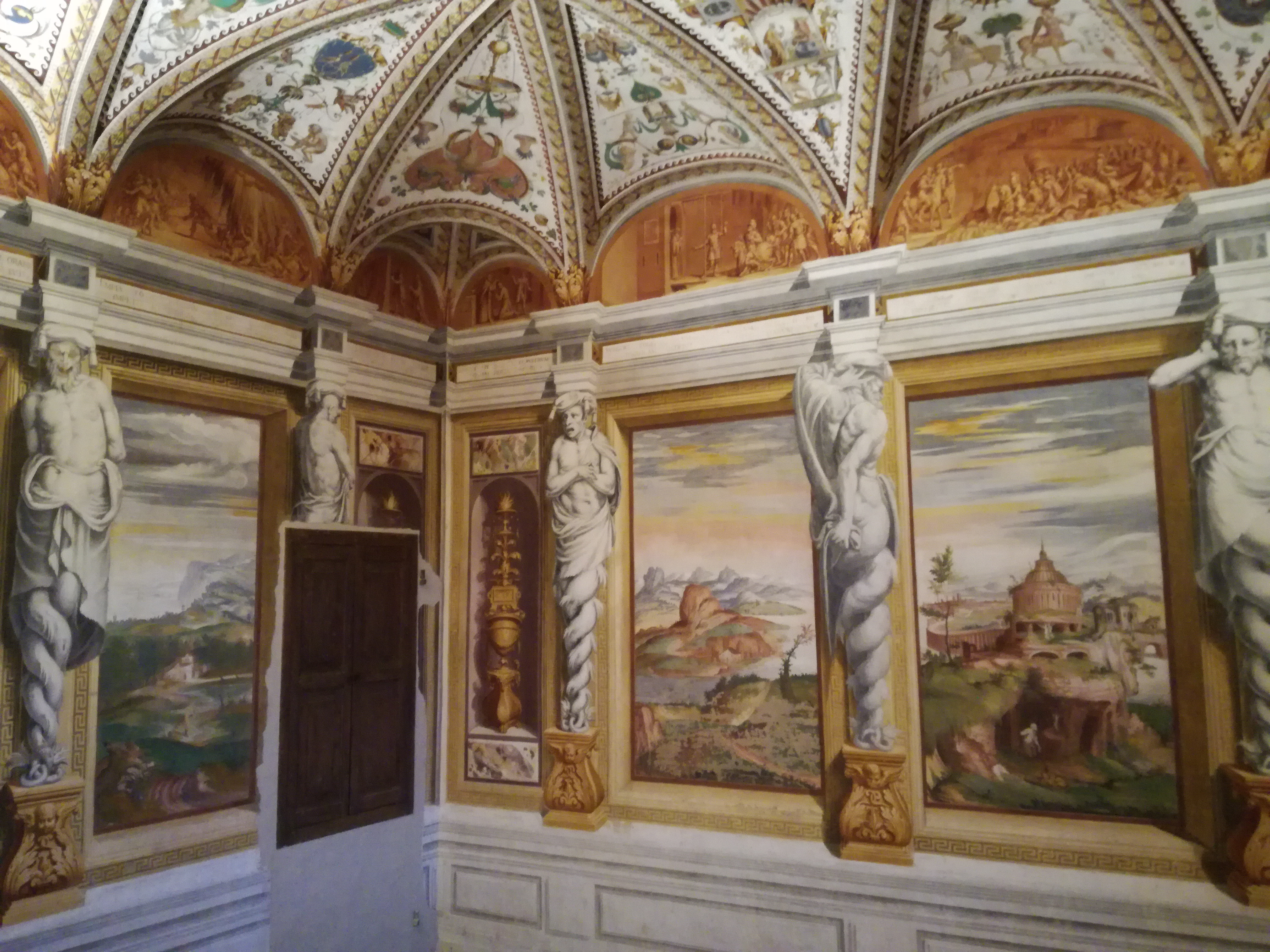
Arbeitszimmer, ungefähr 1550 bis 1580.
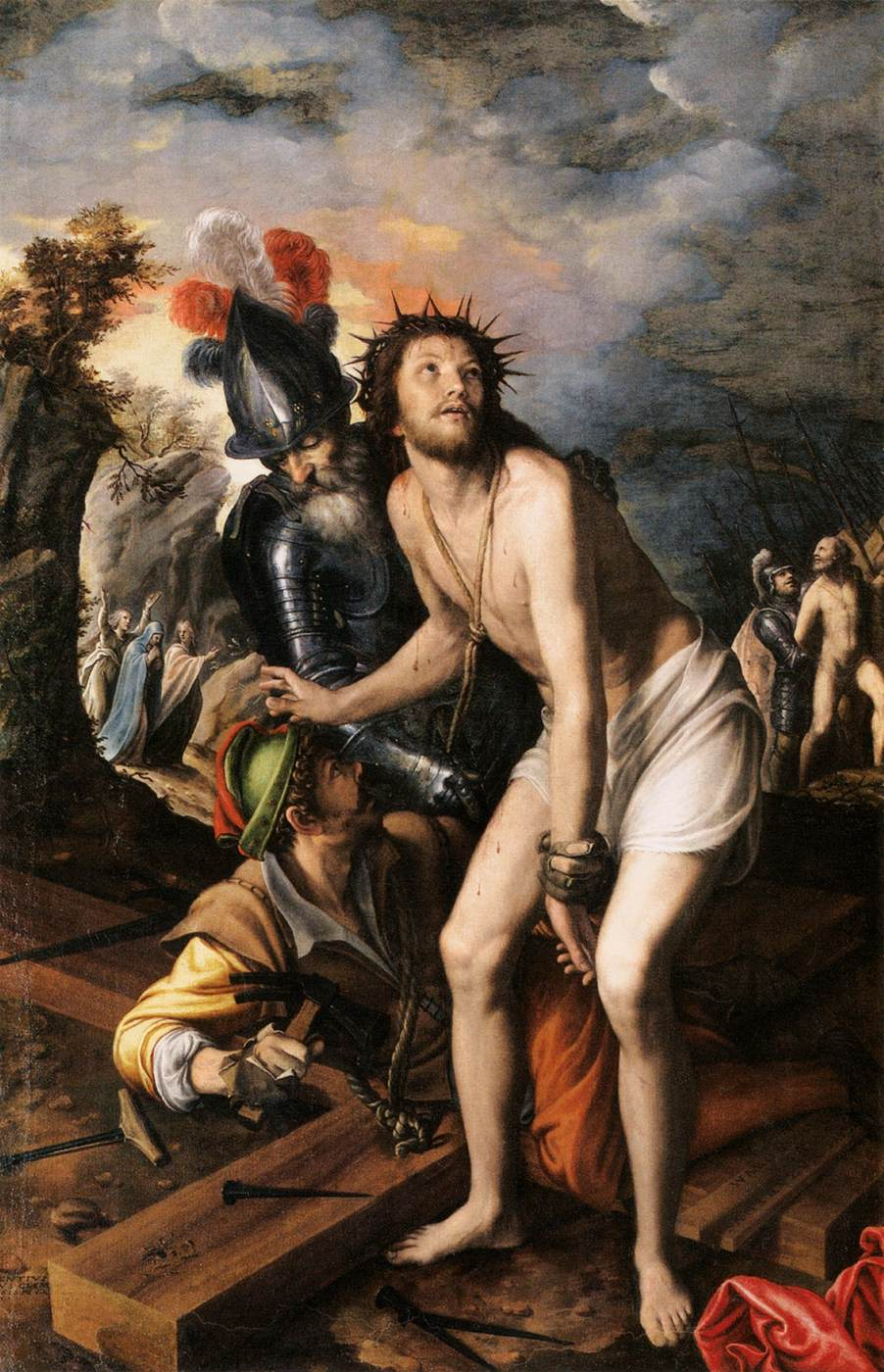
Vincenzo Campi, Christus am Kreuz (1575).
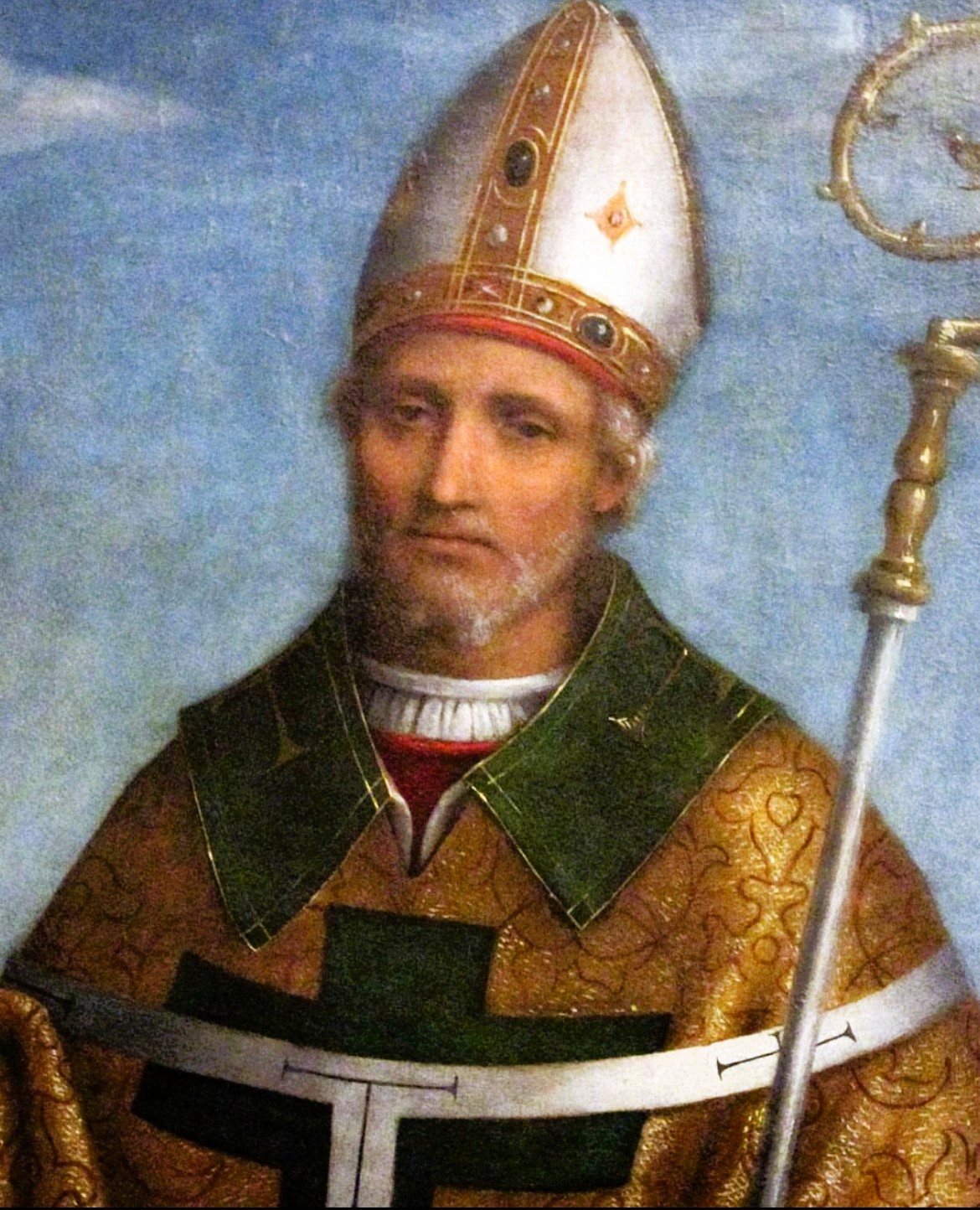
Bernardino Luini, St. Ambrosius (Detail), 1520-1522.
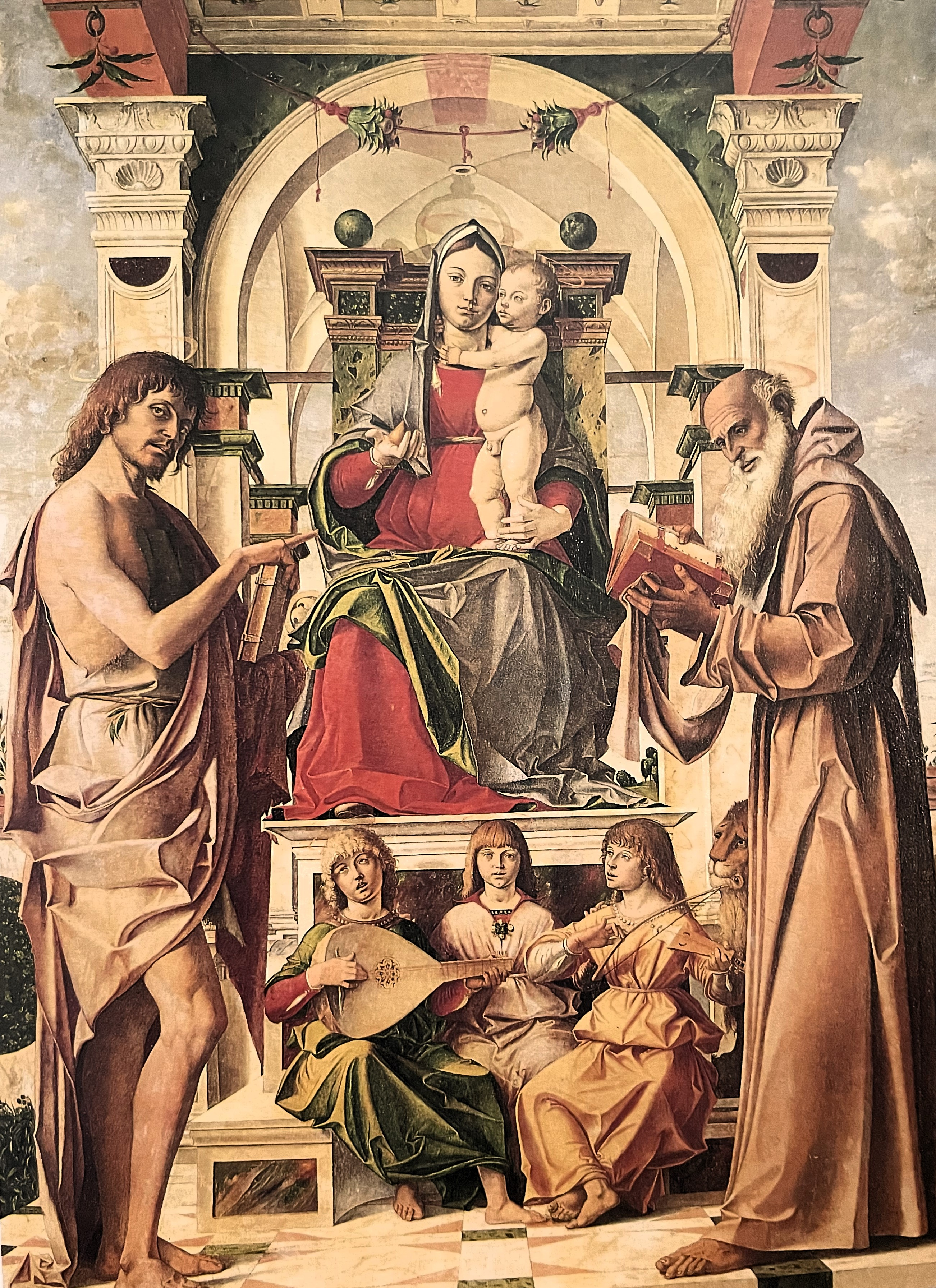
Bartolomeo Montagna, Madonna mit Kind auf dem Thron mit St. Johannes dem Täufer und St. Hieronymus, ca. 1490.